# Lijst van personen overleden in 1982
Dit is een lijst van personen die zijn overleden in 1982.

## Januari

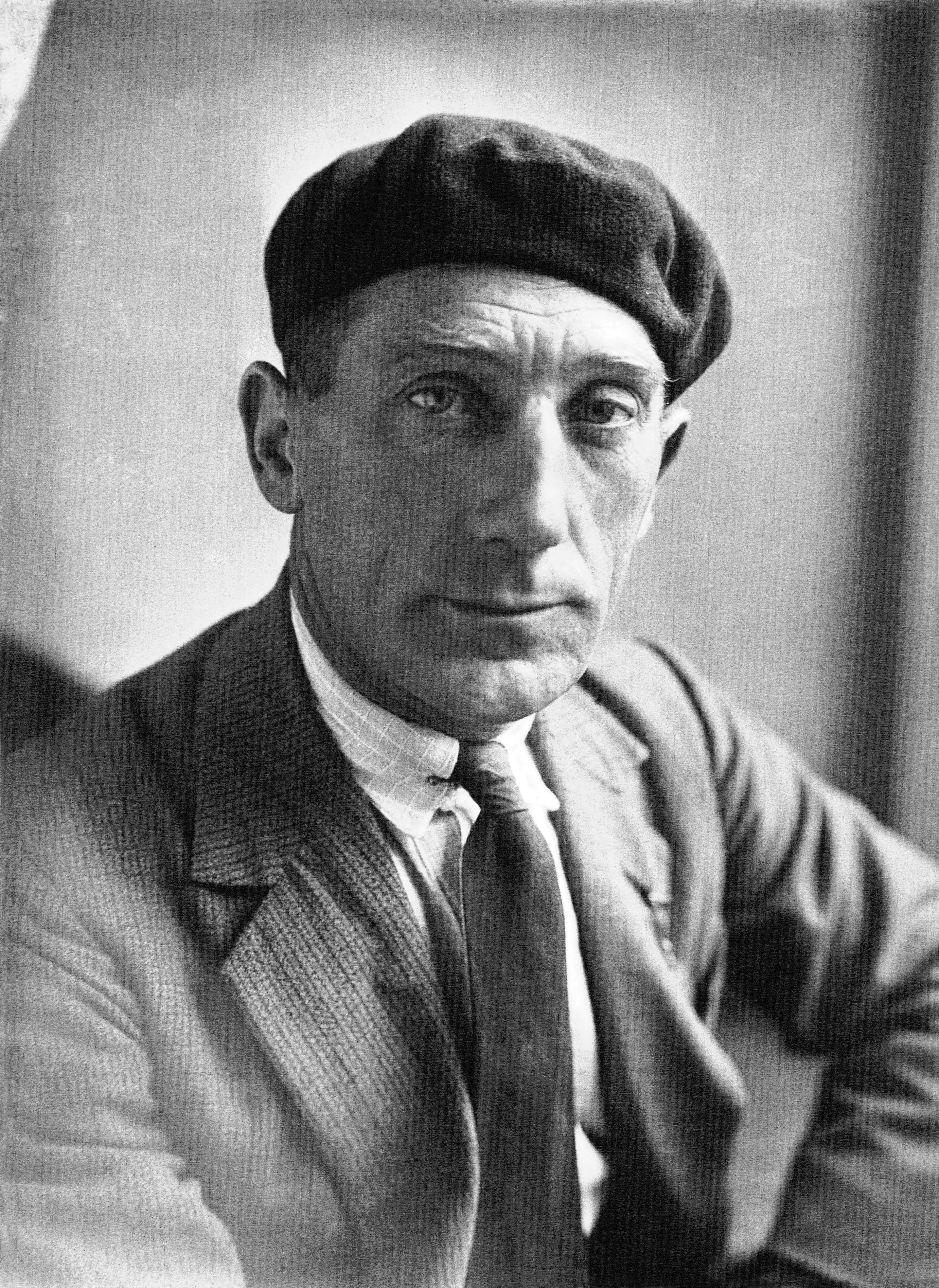
Victor Fontan
2 januari

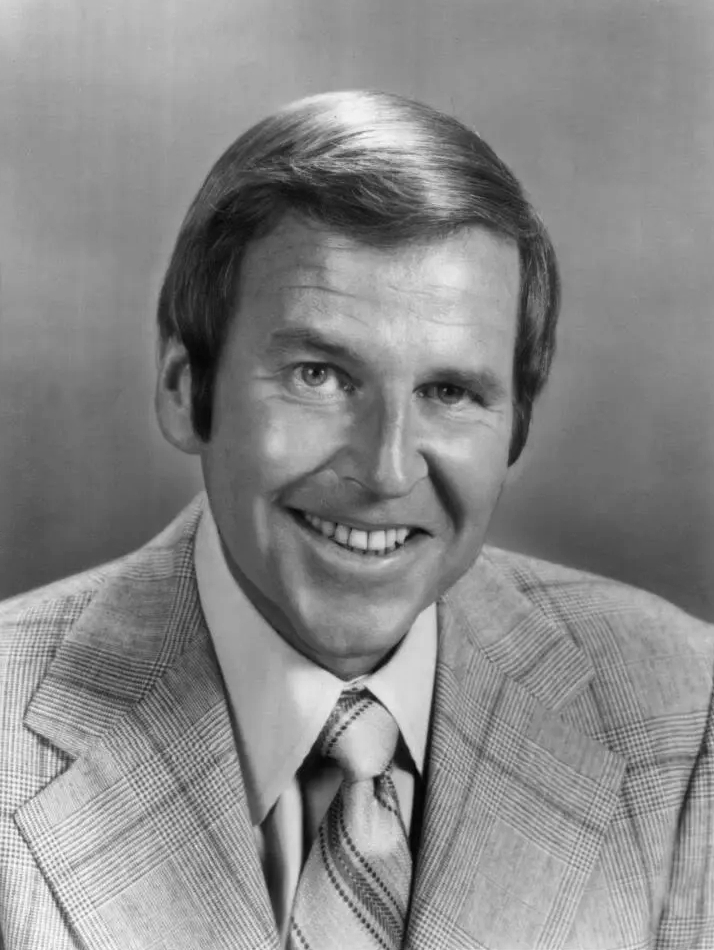
Paul Lynde
10 januari

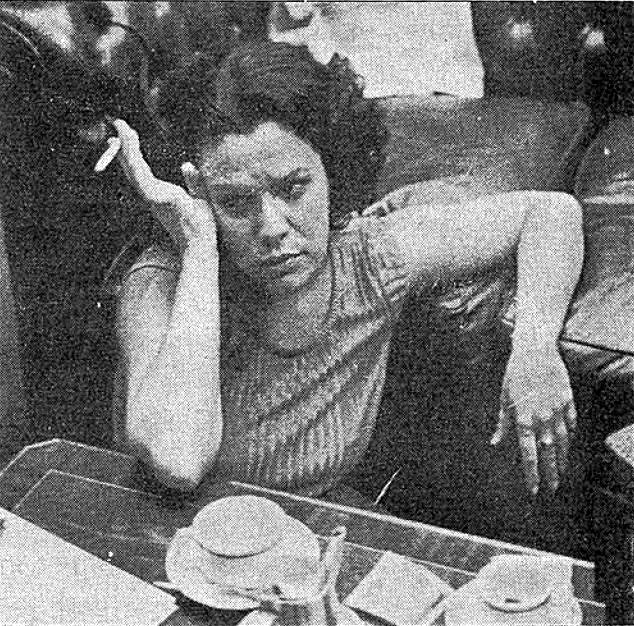
Elis Regina
19 januari

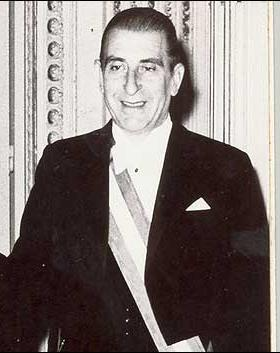
Eduardo Frei Montalva
22 januari

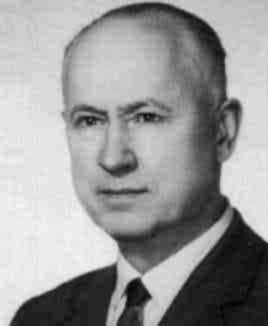
Karol Borsuk
24 januari

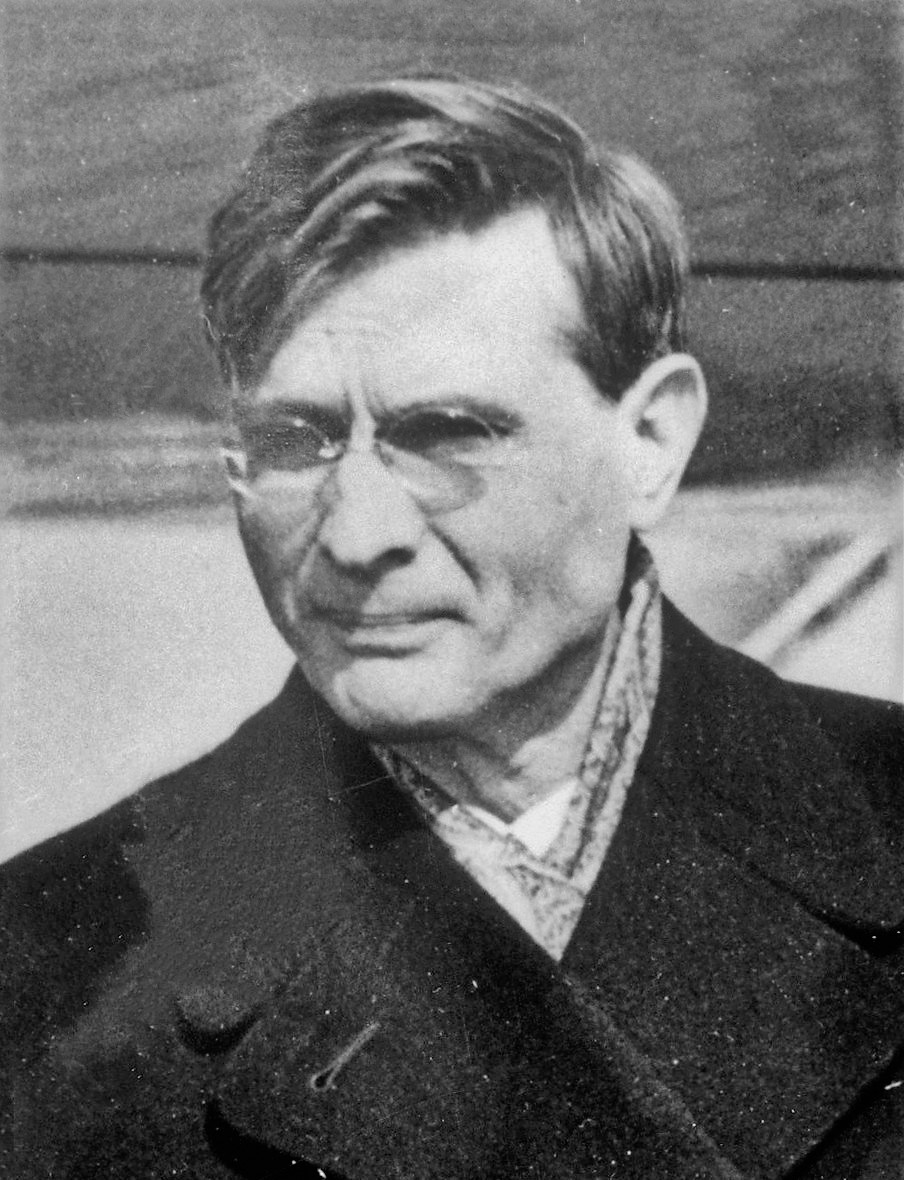
Michail Soeslov
25 januari

| 1 | 2 | 3 | 4 | 5 | 6 | 7 | 8 | 9 | 10 | 11 | 12 | 13 | 14 | 15 | 16 | 17 | 18 | 19 | 20 | 21 | 22 | 23 | 24 | 25 | 26 | 27 | 28 | 29 | 30 | 31 |
| - | - | - | - | - | - | - | - | - | -- | -- | -- | -- | -- | -- | -- | -- | -- | -- | -- | -- | -- | -- | -- | -- | -- | -- | -- | -- | -- | -- |

### 1 januari
- Victor Buono (43), Amerikaans acteur
- Gillis Johannis le Fèvre de Montigny (80), Nederlands militair leider
- Felix Weber (78), Zwitsers politicus

### 2 januari
- Johan Barendregt (57), Nederlands psycholoog en schaker
- Victor Fontan (89), Frans wielrenner

### 4 januari
- Willi Harwerth (87), Duits grafisch ontwerper en illustrator
- Karel Kokelaar (63), Nederlands componist
- Johannes Willem Slager (80), Nederlands predikant

### 5 januari
- Harvey Lembeck (58), Amerikaans acteur

### 7 januari
- Bert Oosterhuis (41), Nederlands motorcoureur

### 8 januari
- Daan de Groot (48), Nederlands wielrenner

### 9 januari
- Vido Musso (68), Italiaans jazzmusicus

### 10 januari
- Paul Lynde (55), Amerikaans acteur en komiek

### 11 januari
- Jiro Horikoshi (78), Japans vliegtuigontwerper
- Manya Surve (37), Indiaas misdadiger

### 12 januari
- Jacob Maarten van Bemmelen (83), Nederlands jurist
- Rinze Hempenius (63), Nederlands politicus

### 13 januari
- Marcel Camus (69), Frans filmregisseur

### 17 januari
- Gerard Koudijs (75), Nederlands politicus
- Juan O'Gorman (76), Mexicaans kunstschilder en architect
- Varlam Sjalamov (74), Russisch schrijver en dissident
- Osvaldo Zubeldía (54), Argentijns voetballer

### 18 januari
- Burnet Tuthill (93), Amerikaans componist

### 19 januari
- Elis Regina (36), Braziliaans zangeres
- Teun Roothart (59), Nederlands kunstenaar
- Leopold Trepper (77), Pools verzetsstrijder

### 20 januari
- Marc Demeyer (31), Belgisch wielrenner
- Johan Everhard Meijer Ranneft (95), Nederlands militair

### 22 januari
- Eduardo Frei Montalva (71), president van Chili

### 24 januari
- Karol Borsuk (76), Pools wiskundige
- Alfredo Ovando Candía (65), Boliviaans militair en politicus

### 25 januari
- Michail Soeslov (79), Sovjet-Russisch politicus

### 27 januari
- Jacq Engels (86), Nederlands politiek activist
- Félix Labisse (76), Frans kunstschilder, illustrator en decorontwerper
- Pleun van Leenen (81), Nederlands atlete
- Guido Colonna di Paliano (73), Italiaans politicus

### 29 januari
- Pälden Döndrub Namgyal (58), koning van Sikkim
- Hironori Otsuka (89), Japans karateka
- Roger Stanier (66), Canadees microbioloog

### 30 januari
- Gustaaf Hendrik Alexander Feber (81), Nederlands rechtsgeleerde
- Lightnin' Hopkins (69), Amerikaans blueszanger
- Lou Manche (73), Nederlands kunstenaar

## Februari

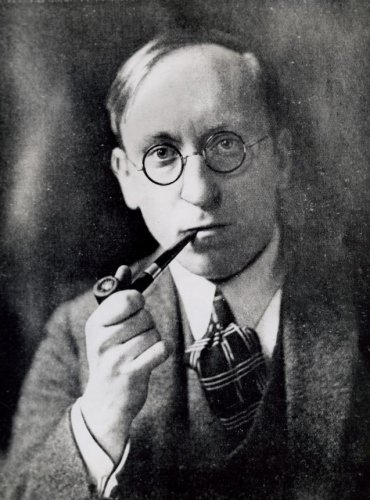
Wies Moens
5 februari

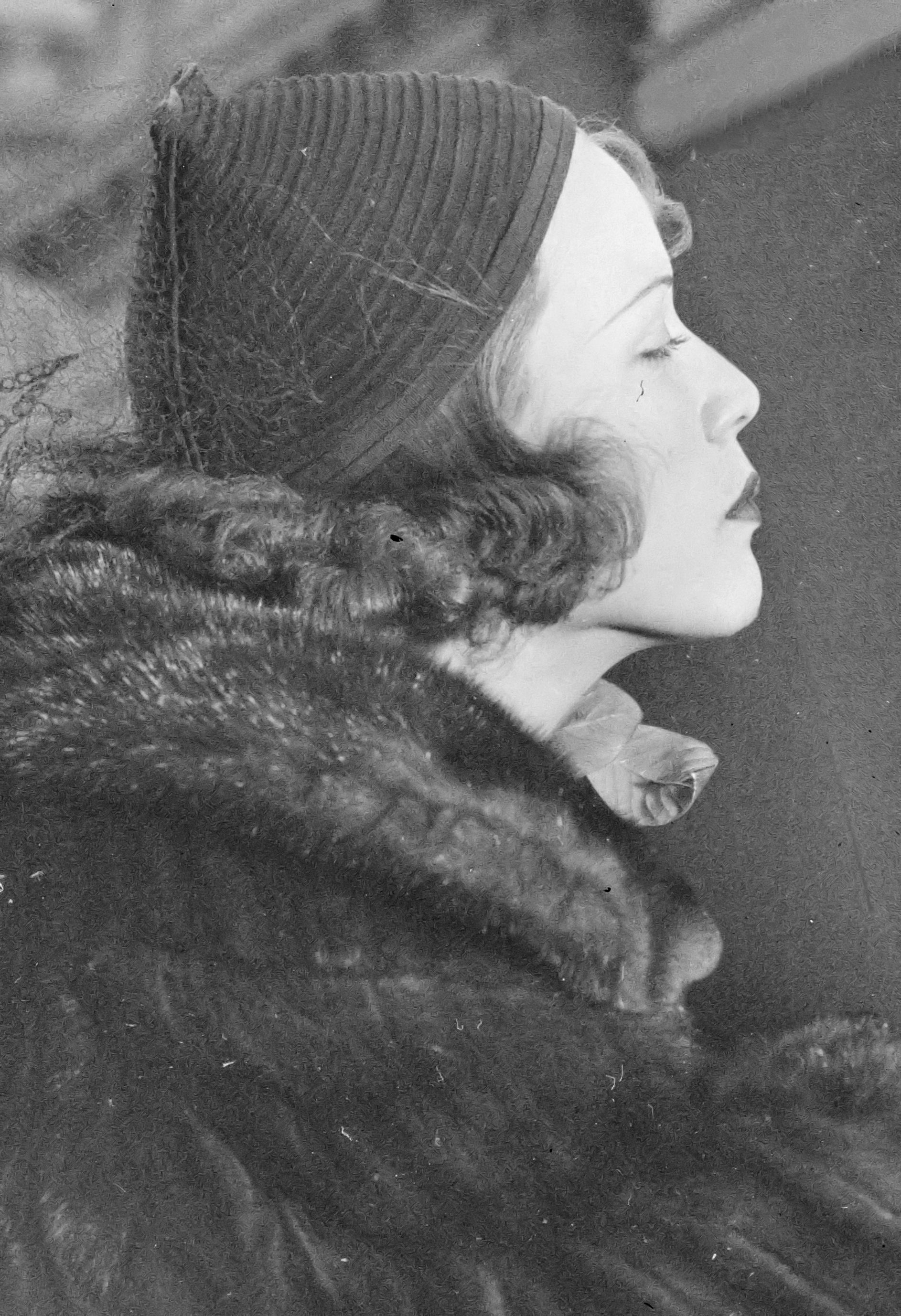
Eleanor Powell
11 februari

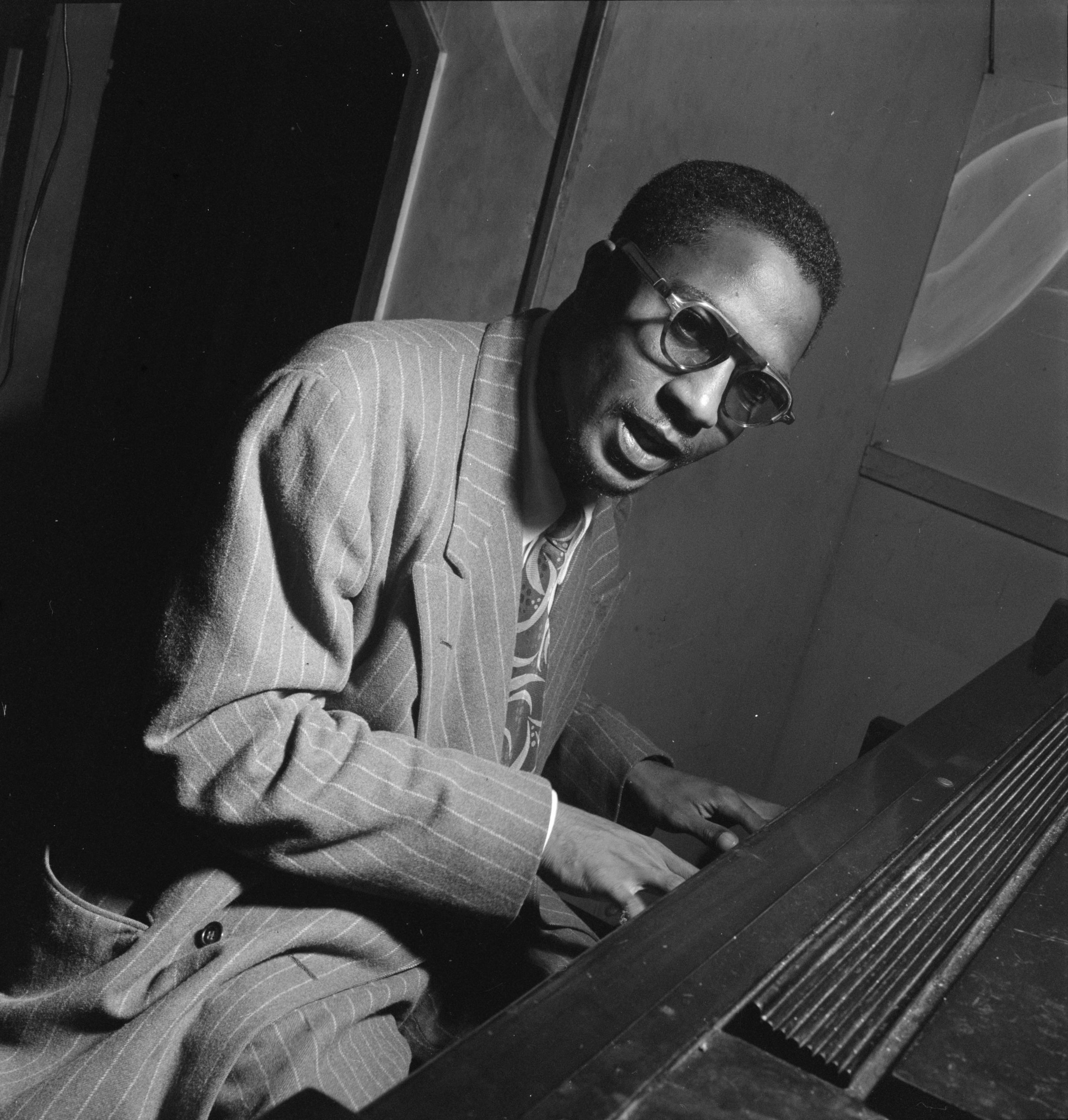
Thelonious Monk
17 februari

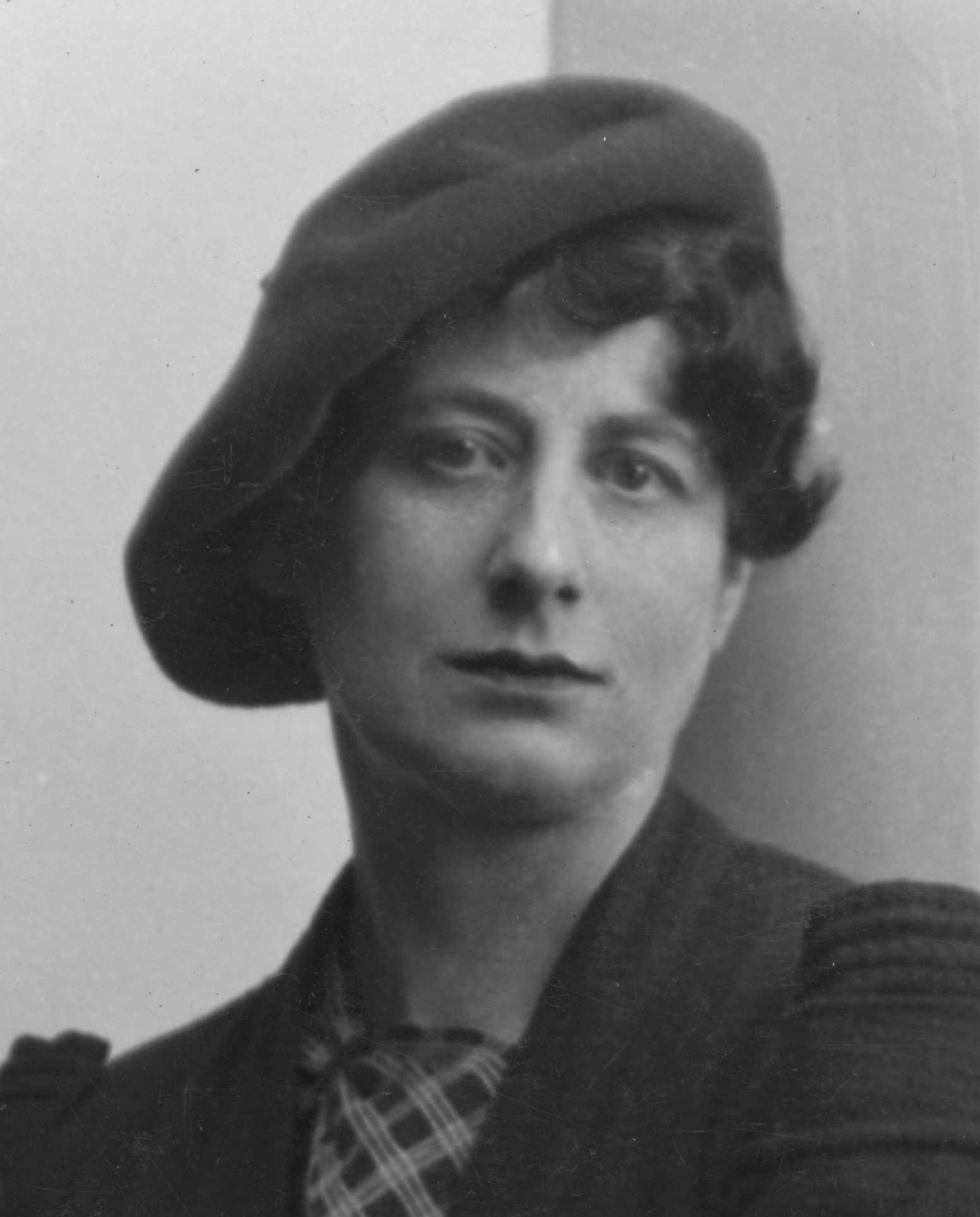
Ngaio Marsh
18 februari

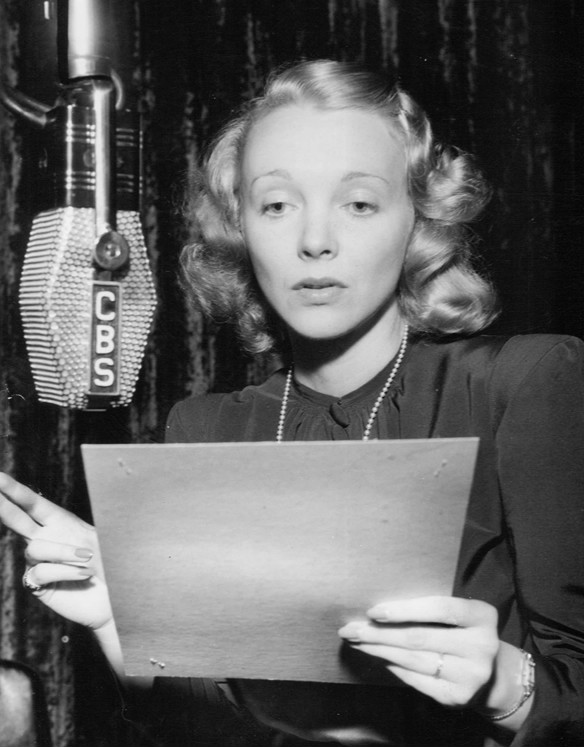
Virginia Bruce
24 februari

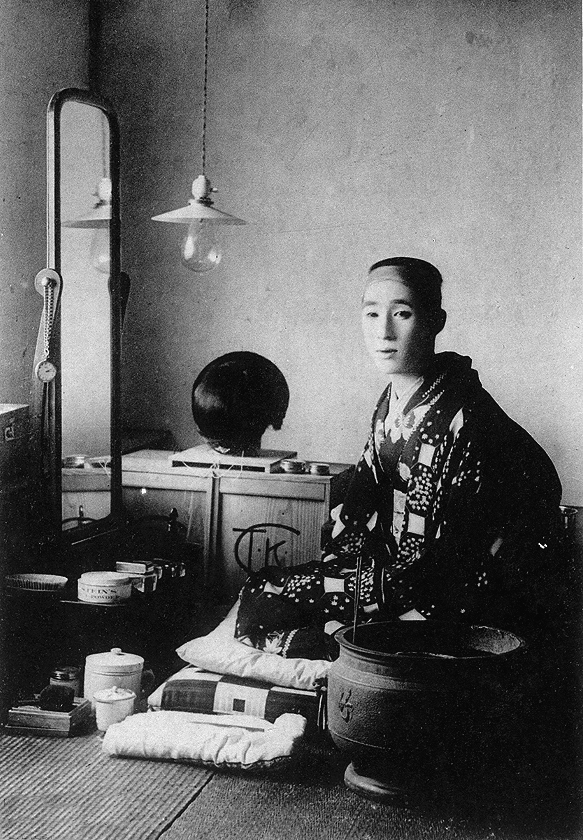
Teinosuke Kinugasa
26 februari

| 1 | 2 | 3 | 4 | 5 | 6 | 7 | 8 | 9 | 10 | 11 | 12 | 13 | 14 | 15 | 16 | 17 | 18 | 19 | 20 | 21 | 22 | 23 | 24 | 25 | 26 | 27 | 28 |
| - | - | - | - | - | - | - | - | - | -- | -- | -- | -- | -- | -- | -- | -- | -- | -- | -- | -- | -- | -- | -- | -- | -- | -- | -- |

### 1 februari
- Mimi Sodré (89), Braziliaans voetballer
- Johan van de Brake (65), Nederlands politicus

### 4 februari
- Alex Harvey (47), Brits singer-songwriter en gitarist
- Konrad Morgen (72), Duits rechter

### 5 februari
- Arthur Geiss (78), Duits motorcoureur
- Wies Moens (84), Belgisch dichter en schrijver

### 6 februari
- Ben Nicholson (87), Brits kunstschilder

### 8 februari
- Kurt Edelhagen (61), Duits bigbandleider
- Hermann Rauschning (94), Duits politicus

### 9 februari
- Pieter Godfried Maria van Meeuwen (82), Nederlands politicus

### 10 februari
- Hendrik Jan Ankersmit (86), Nederlands politicus

### 11 februari
- Eleanor Powell (69), Amerikaans actrice en danseres

### 12 februari
- Victor Jory (79), Canadees acteur
- Kees Rijnsdorp (87), Nederlands dichter en schrijver

### 15 februari
- Joseph Custers (77), Belgisch politicus
- Ivan Thijs (84), Belgisch voetballer

### 16 februari
- Frank Wels (72), Nederlands voetballer

### 17 februari
- Jacques Basyn (81), Belgisch politicus
- Thelonious Monk (64), Amerikaans jazzpianist
- Lee Strasberg (80), Amerikaans toneelregisseur

### 18 februari
- Ngaio Marsh (86), Nieuw-Zeelands detectiveschrijfster en toneelregisseuse
- Jan Rot (89), Nederlands tekenaar

### 19 februari
- Nicolaas Schneiders (78), Nederlands geestelijke

### 21 februari
- Alexis Roose (69), Belgisch kunstschilder

### 22 februari
- Arie den Arend (79), Nederlands componist

### 23 februari
- Leonid Spirin (49), Sovjet-Russisch atleet

### 24 februari
- Virginia Bruce (71), Amerikaans actrice en zangeres

### 25 februari
- Hans-Joachim von Merkatz (76), Duits politicus
- Louis Roppe (68), Belgisch bestuurder
- Christian Schad (87), Duits kunstschilder en fotograaf

### 26 februari
- Teinosuke Kinugasa (86), Japans filmregisseur
- Gábor Szabó (45), Hongaars jazzgitarist

### 27 februari
- Derk Holman (65), Nederlands keramist

## Maart

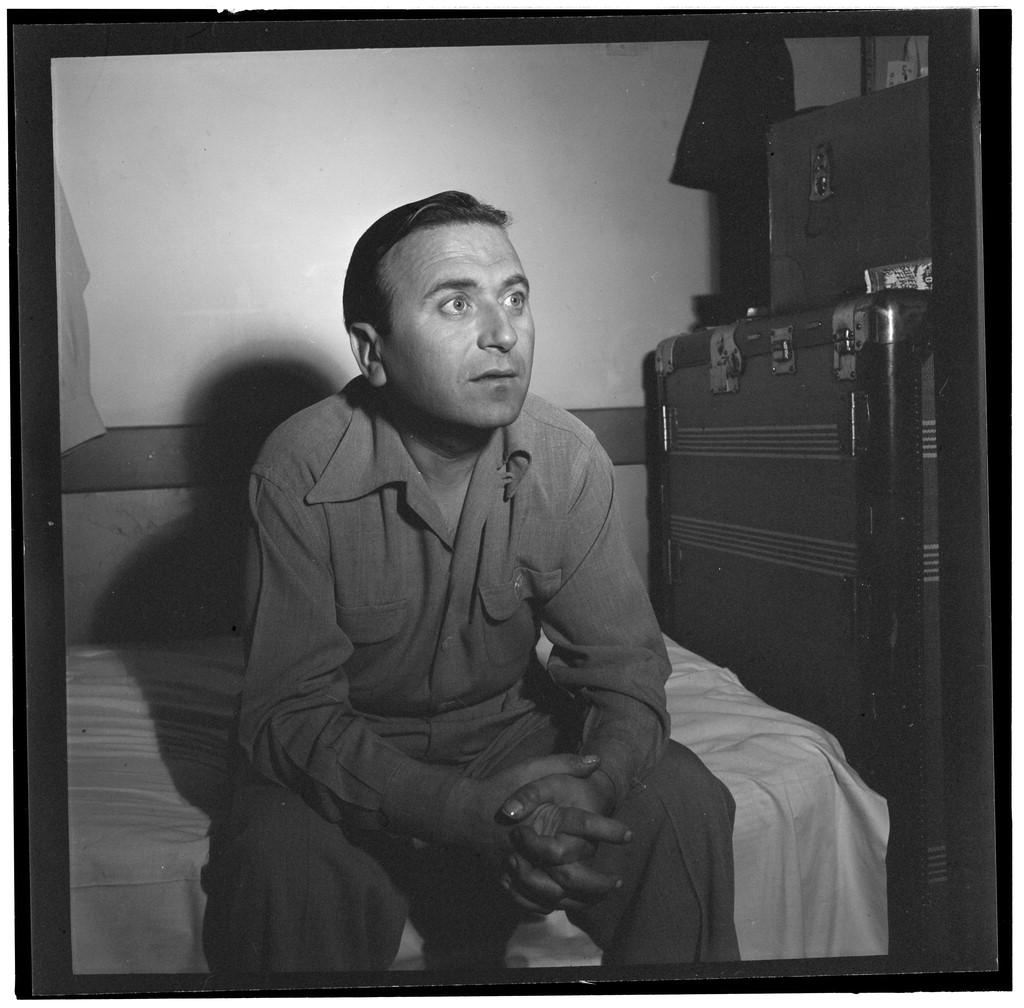
Charlie Spivak
1 maart

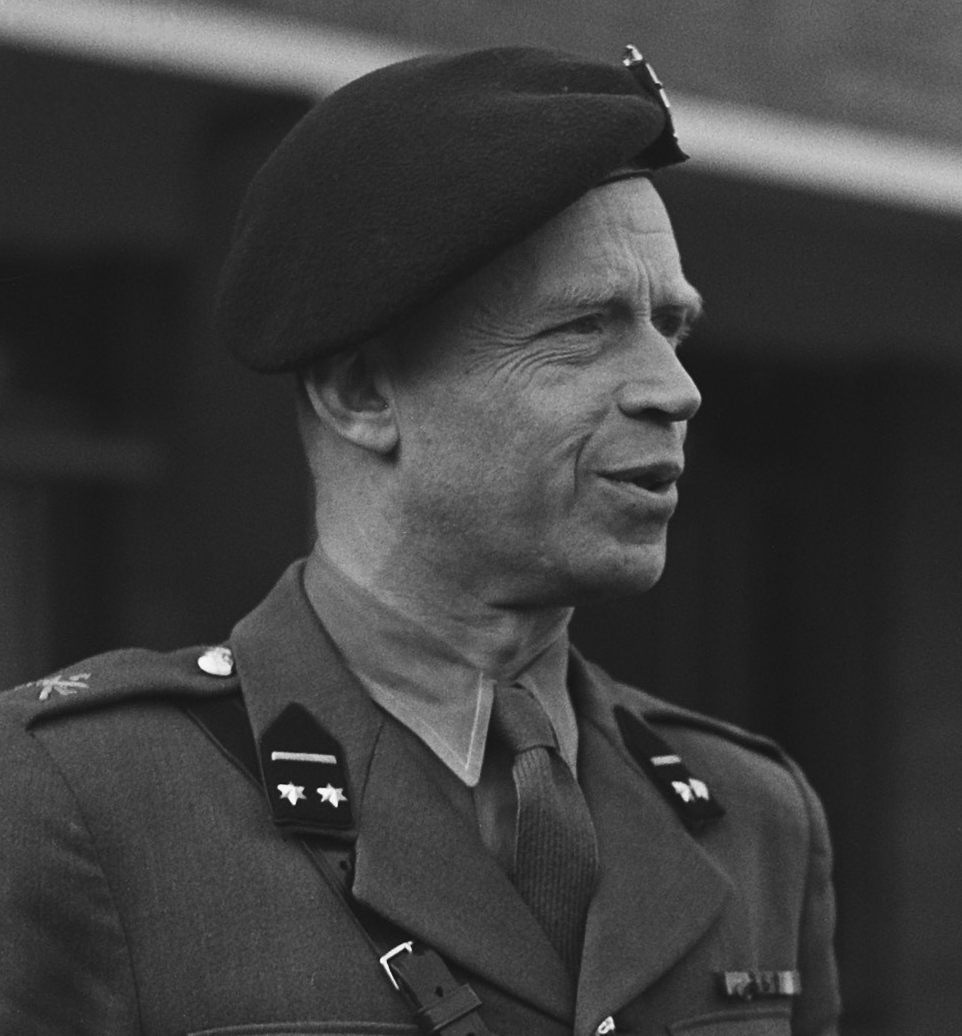
Jan Gualthérie van Weezel
4 maart

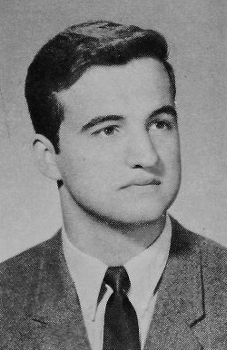
John Belushi
5 maart

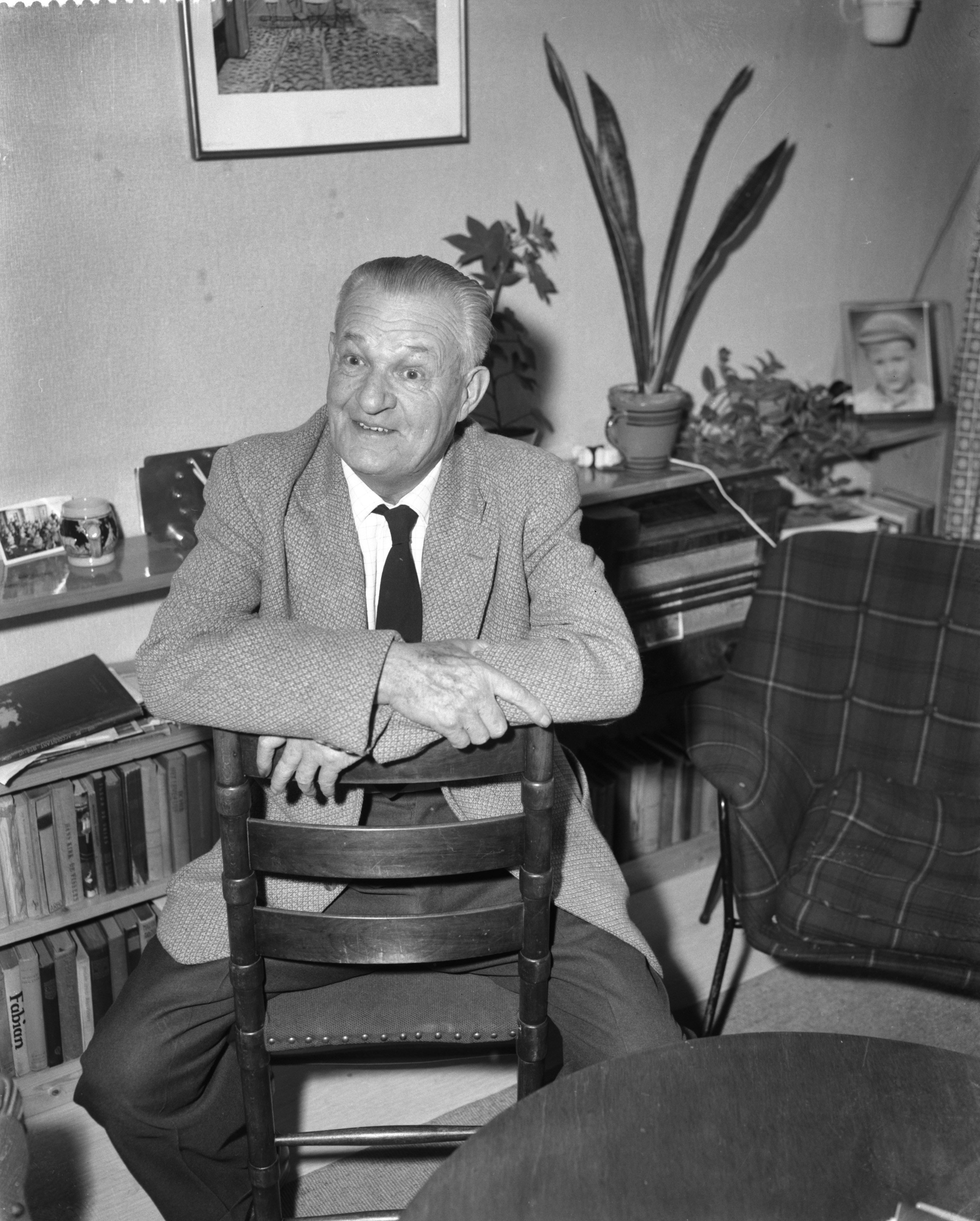
Jan Lemaire sr.
6 maart

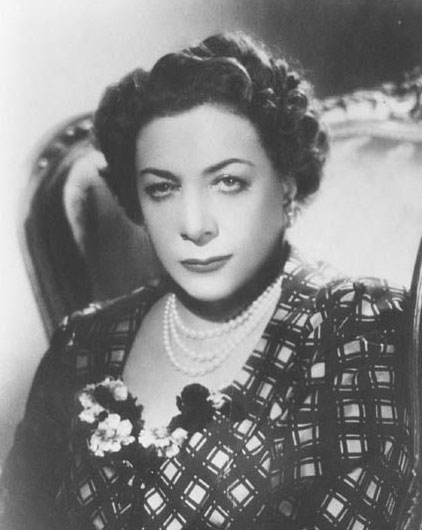
Tadj ol-Molouk
10 maart

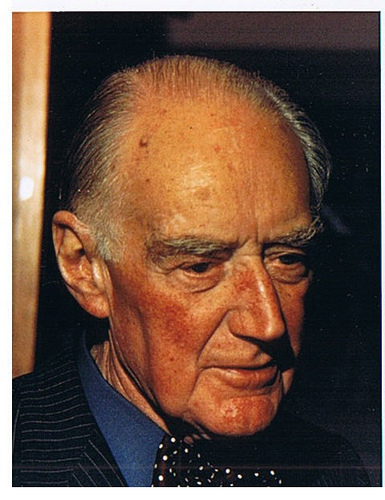
Geoffrey Vickers
16 maart

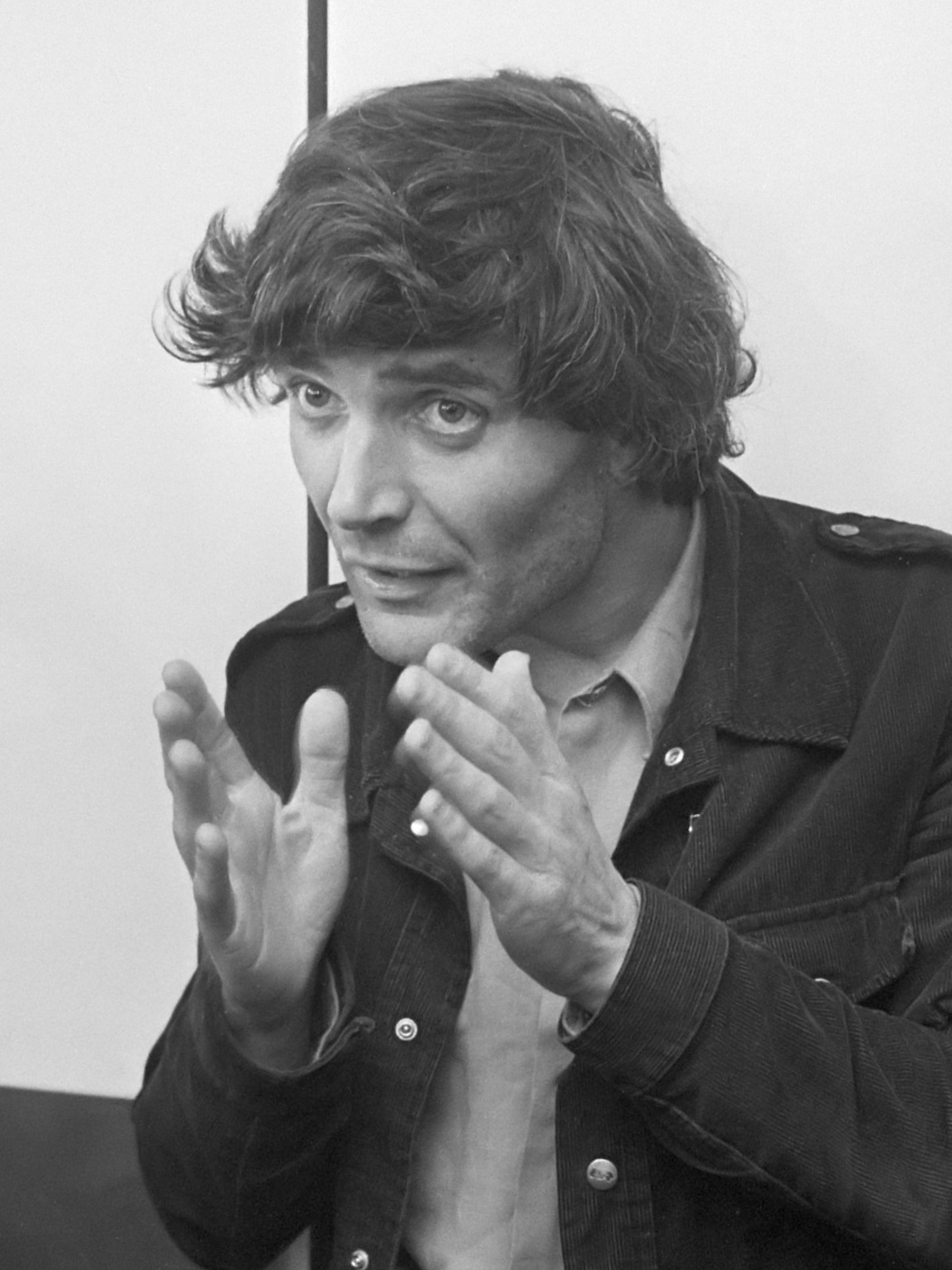
Koos Koster
17 maart

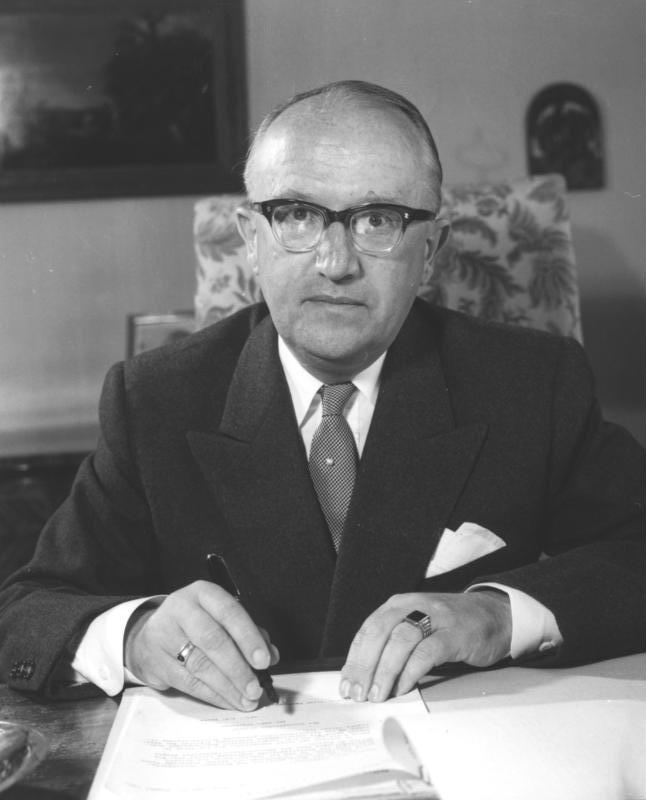
Walter Hallstein
29 maart

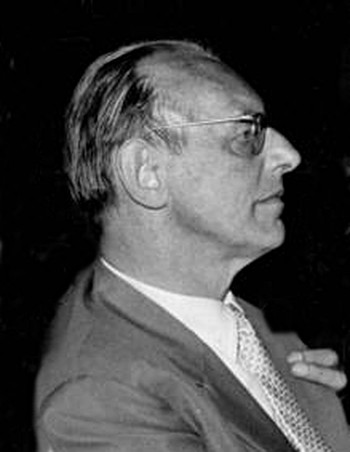
Carl Orff
29 maart

| 1 | 2 | 3 | 4 | 5 | 6 | 7 | 8 | 9 | 10 | 11 | 12 | 13 | 14 | 15 | 16 | 17 | 18 | 19 | 20 | 21 | 22 | 23 | 24 | 25 | 26 | 27 | 28 | 29 | 30 | 31 |
| - | - | - | - | - | - | - | - | - | -- | -- | -- | -- | -- | -- | -- | -- | -- | -- | -- | -- | -- | -- | -- | -- | -- | -- | -- | -- | -- | -- |

### 1 maart
- Andrée Bonhomme (76), Nederlands componiste en pianiste
- Charlie Spivak (75), Amerikaanse jazztrompettist

### 2 maart
- Philip K. Dick (53), Amerikaans schrijver

### 3 maart
- Georges Perec (85), Frans schrijver
- Hans Schmidt (79), Duits componist

### 4 maart
- Jan Gualthérie van Weezel (76), Nederlands politiefunctionaris

### 5 maart
- John Belushi (33), Amerikaans acteur

### 6 maart
- Jan Lemaire sr. (97), Nederlands acteur
- Ayn Rand (77), Amerikaans schrijfster en filosofe

### 8 maart
- Hanns Löhr (89), Duits componist

### 10 maart
- Tadj ol-Molouk (85), koningin van Iran
- Sepp Thaler (80), Oostenrijks-Italiaans componist

### 11 maart
- Edmund Cooper (55), Brits schrijver en dichter

### 12 maart
- Jukka Rangell (87), Fins politicus
- Elisabeth Zernike (90), Nederlands schrijfster

### 13 maart
- Wilfred Hawker (26), Surinaams militair

### 15 maart
- Baal Oemrawsingh (41), Surinaams scheikundige en politicus

### 16 maart
- Jacques Van Buggenhout (88), Belgisch vakbondsbestuurder en politicus
- Geoffrey Vickers (87), Brits militair

### 17 maart
- Koos Koster (45), Nederlands journalist

### 18 maart
- Augustin Bila (42), Belgisch politicus
- Theo Fitzau (59), Oost-Duits autocoureur
- George Lampe (60), Nederlands kunstschilder en graficus
- George More O'Ferrall (74), Brits regisseur, producent en scenarist
- Vasili Tsjoejkov (82), Russisch militair

### 19 maart
- Randy Rhoads (25), Amerikaans rockgitarist

### 20 maart
- Henk van Beek (52), Nederlands admiraal
- Roy Fox (80), Amerikaans orkestleider
- Jos Margry (94), Nederlands architect
- Arnold van Rossem (94), Nederlands plantkundige
- Leonid Tsypkin (56), Russische schrijver

### 21 maart
- Mazlum Doğan (26), Koerdisch activist

### 22 maart
- Pericle Felici (70), Italiaans kardinaal
- Bob Foster (71), Brits motorcoureur
- G.A.L.M. Vos de Wael (86), Nederlands burgemeester

### 23 maart
- Sonny Greer (86), Amerikaans jazzdrummer

### 24 maart
- Lies Arntzenius (79), Nederlands kunstenares

### 25 maart
- Luc De Decker (74), Belgisch kunstschilder

### 26 maart
- Henriëtte L.T. de Beaufort (91), Nederlands historica

### 28 maart
- William Giauque (86), Amerikaans scheikundige

### 29 maart
- Karl Aasland (63), Noors politicus
- Fatty George (54), Oostenrijks jazzmusicus
- Walter Hallstein (80), Duits politicus
- Hector Heusghem (92), Belgisch wielrenner
- Carl Orff (86), Duits componist

### 30 maart
- Isabella van Croÿ (91), lid Duitse adel

### 31 maart
- Cees Becht (72), Nederlands politicus
- Tonny van Lierop (71), Nederlands hockeyspeler

## April

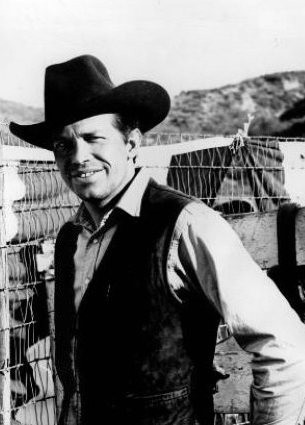
Warren Oates
3 april

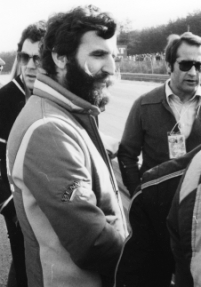
Harald Ertl
7 april

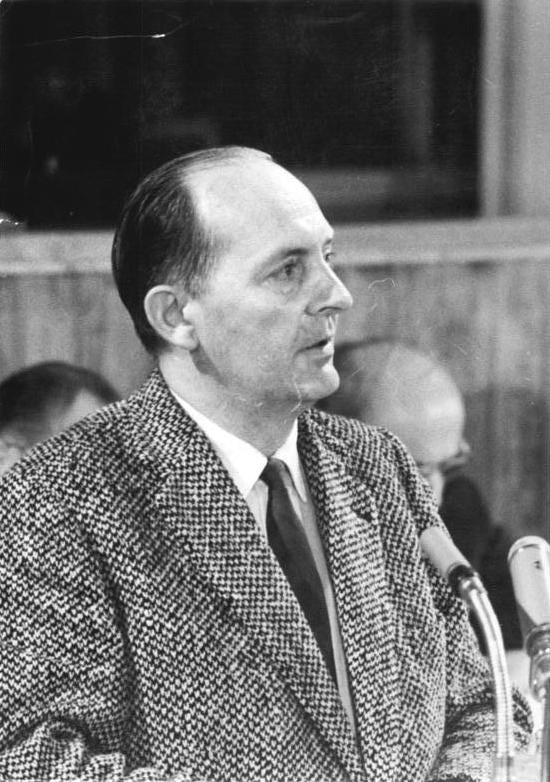
Robert Havemann
9 april

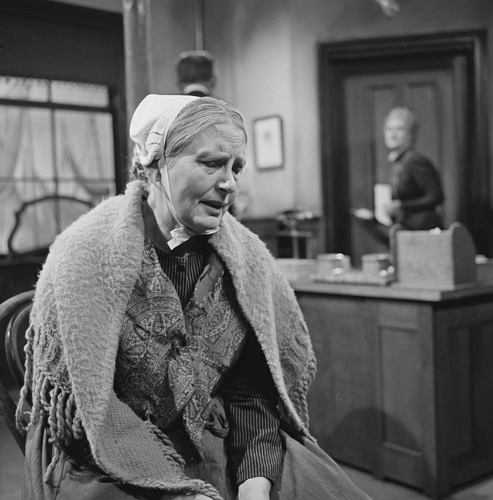
Mimi Boesnach
20 april

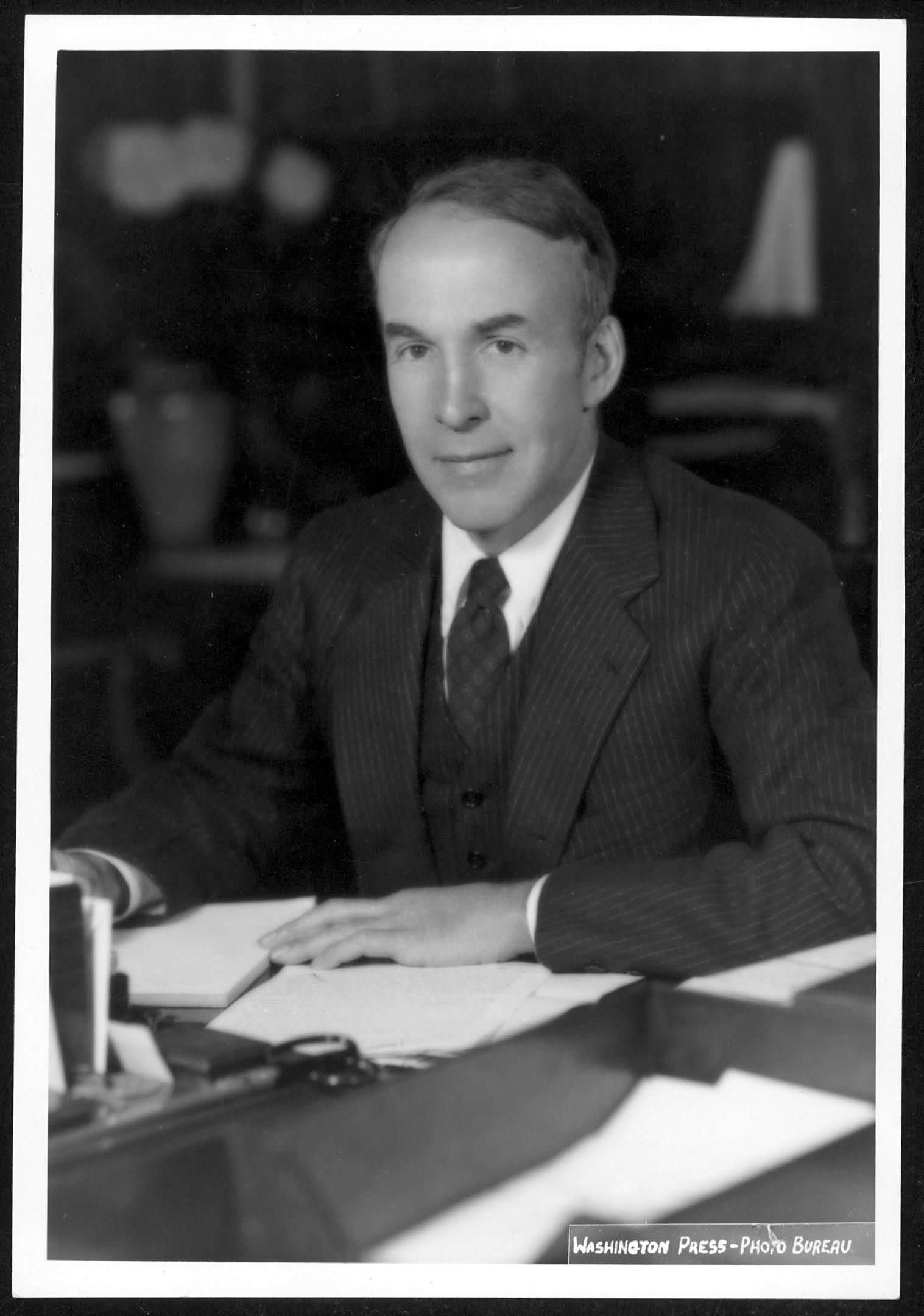
Archibald MacLeish
20 april

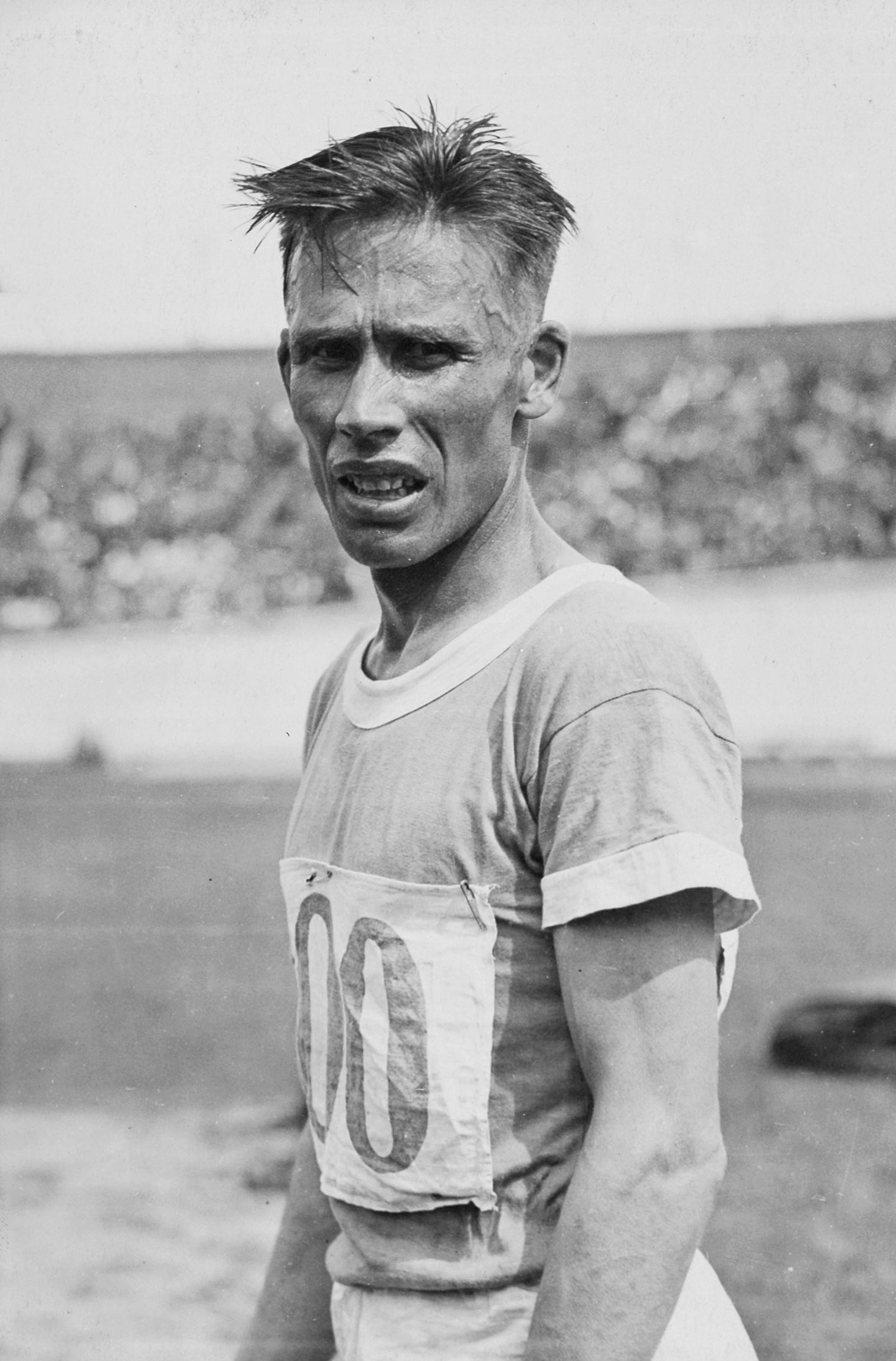
Ville Ritola
24 april

| 1 | 2 | 3 | 4 | 5 | 6 | 7 | 8 | 9 | 10 | 11 | 12 | 13 | 14 | 15 | 16 | 17 | 18 | 19 | 20 | 21 | 22 | 23 | 24 | 25 | 26 | 27 | 28 | 29 | 30 |
| - | - | - | - | - | - | - | - | - | -- | -- | -- | -- | -- | -- | -- | -- | -- | -- | -- | -- | -- | -- | -- | -- | -- | -- | -- | -- | -- |

### 1 april
- Harry F. Olson (80), Amerikaanse ingenieur

### 2 april
- Hannes de Boer (82), Nederlands atleet

### 3 april
- Pierre Cuypers jr. (90), Nederlands architect
- Herman Filarski (69), Nederlands bridgespeler
- Warren Oates (53), Amerikaans acteur

### 4 april
- Arvo Närvänen (77), Fins voetballer

### 5 april
- Toni Stadler (93), Duits beeldhouwer
- Frans Steeno (72), Belgisch kunstglasschilder

### 7 april
- Brenda Benet (36), Amerikaans actrice
- Harald Ertl (33), Oostenrijks autocoureur
- Hans Goudsmit (52), Nederlands politicus
- Stig Lindberg (65), Zweeds kunstenaar en industrieel ontwerper

### 8 april
- Burt Shevelove (66), Amerikaans scenarioschrijver en regisseur

### 9 april
- Robert Havemann (72), Oost-Duits chemicus en dissident

### 10 april
- Cornelis van Staveren (92), Nederlands zeiler

### 12 april
- August Claas (94), Duits ondernemer

### 15 april
- Koos Aarse (67), Nederlands journalist en politicus
- Arthur Lowe (66), Brits acteur
- Tung Chao Yung (69), Chinees scheepsmagnaat

### 16 april
- Gabriel Auphan (87), Frans militair

### 18 april
- Hiroshi Oguri (63), Japans componist

### 19 april
- Gerardo Roxas (57), Filipijns politicus

### 20 april
- Mimi Boesnach (80), Nederlands actrice
- Archibald MacLeish (89), Amerikaans dichter en schrijver

### 24 april
- Ville Ritola (86), Fins atleet

### 25 april
- John Patrick Cody (74), Amerikaans geestelijke

### 26 april
- Judson Linsley Gressitt (67), Amerikaans entomoloog
- Menno Hertzberger (84), Nederlands antiquaar
- Karel August von Thurn und Taxis (83), lid Duitse adel

### 28 april
- Murray McEachern (66), Amerikaans jazzmusicus

### 29 april
- Anthony Adama Zijlstra (80), Nederlands ondernemer
- Raymond Bussières (74), Frans acteur
- Hans Jenisch (68), Duits militair

### 30 april
- Albert Vogel jr. (58), Nederlands acteur
- Cees Wilkeshuis (85), Nederlands schrijver

## Mei

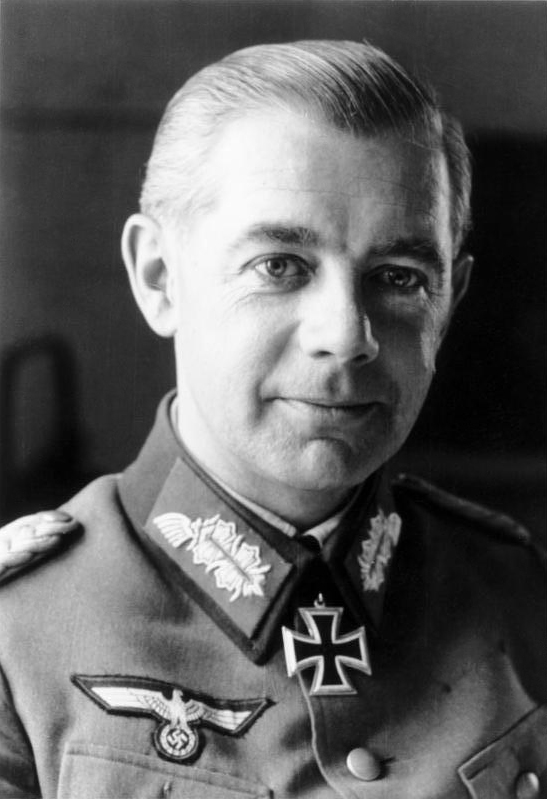
Walther Wenck
1 mei

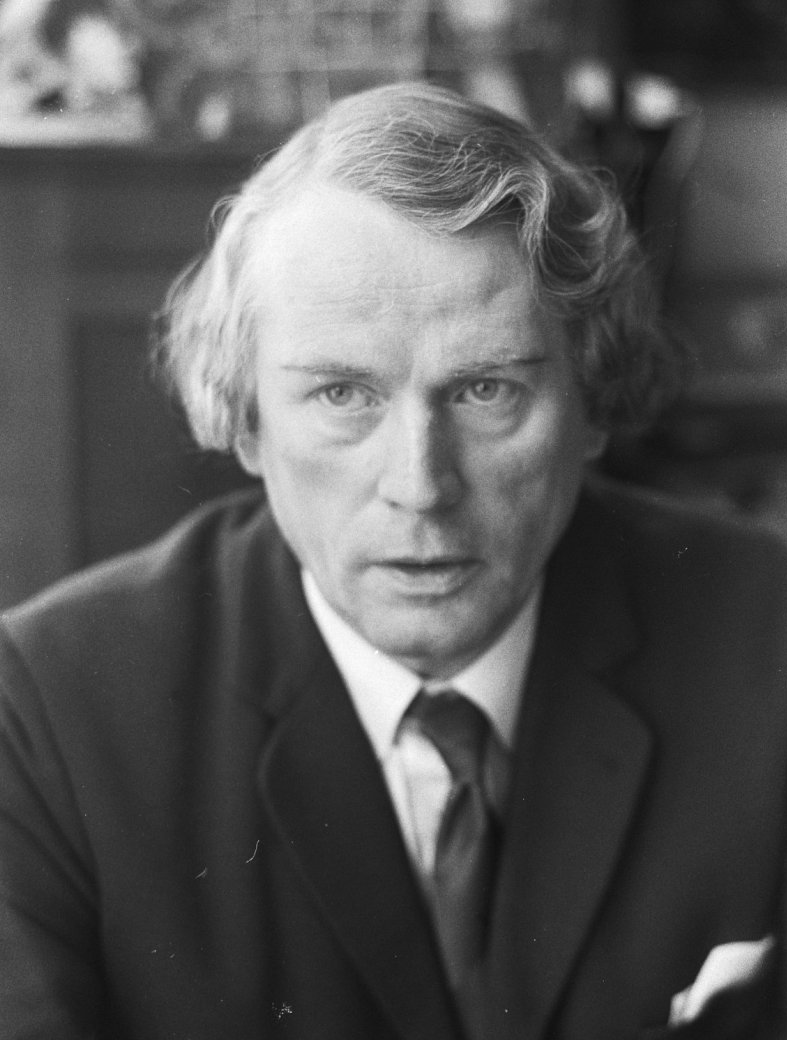
Piet van Egmond
11 mei

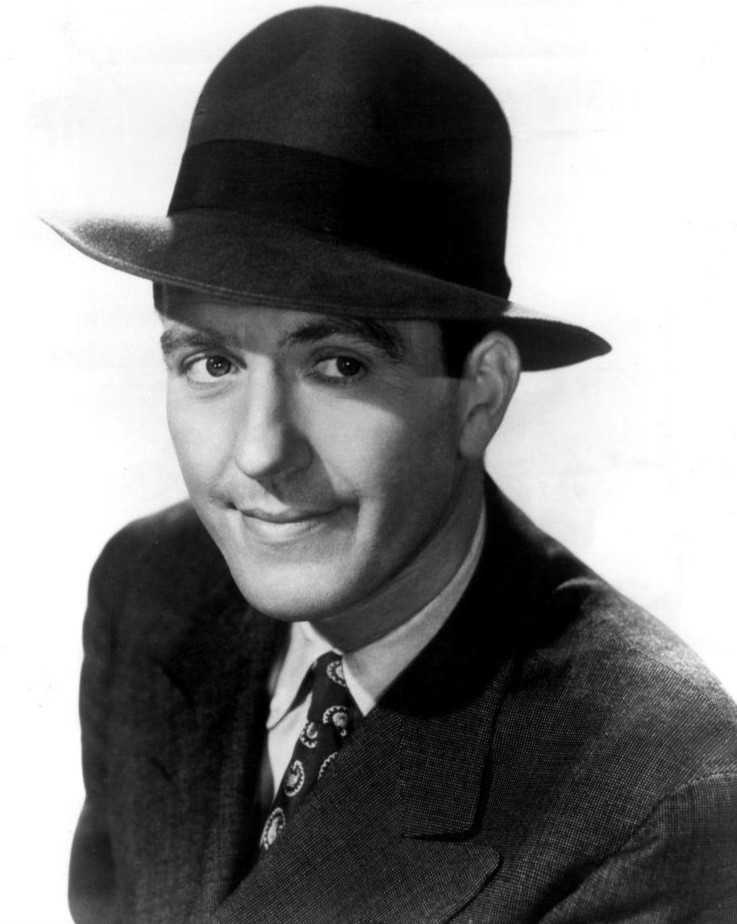
Hugh Beaumont
14 mei

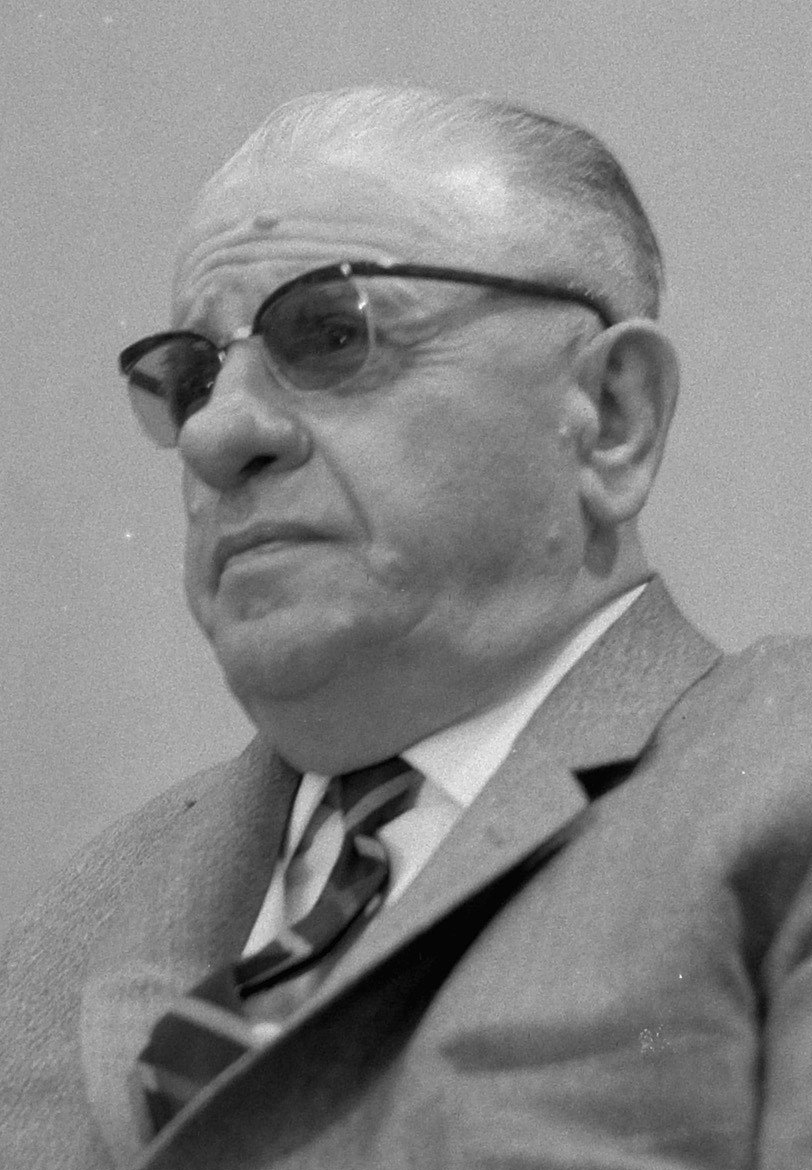
Cevdet Sunay
22 mei

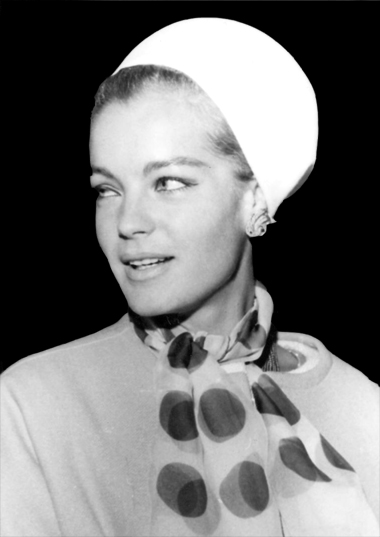
Romy Schneider
29 mei

| 1 | 2 | 3 | 4 | 5 | 6 | 7 | 8 | 9 | 10 | 11 | 12 | 13 | 14 | 15 | 16 | 17 | 18 | 19 | 20 | 21 | 22 | 23 | 24 | 25 | 26 | 27 | 28 | 29 | 30 | 31 |
| - | - | - | - | - | - | - | - | - | -- | -- | -- | -- | -- | -- | -- | -- | -- | -- | -- | -- | -- | -- | -- | -- | -- | -- | -- | -- | -- | -- |

### 1 mei
- Gene Sheldon (74), Amerikaans acteur en banjospeler
- Walther Wenck (81), Duits militair

### 2 mei
- Jan Nijenhuis (108), oudste man van Nederland

### 3 mei
- Jacob Kronika (85), Deens schrijver

### 5 mei
- Cal Tjader (56), Amerikaans jazzmuzikant

### 7 mei
- Pavel Aleksandrov (85), Russisch wiskundige

### 8 mei
- Gilles Villeneuve (32), Canadees autocoureur

### 9 mei
- Ab Visser (69), Nederlands schrijver

### 10 mei
- Peter Weiss (65), Duits-Zweeds schrijver, kunstenaar en filmmaker

### 11 mei
- Piet van Egmond (70), Nederlands organist en dirigent
- Tibor Fazekas (89), Hongaars waterpolospeler
- Arend Schoemaker (70), Nederlands voetballer

### 12 mei
- Hardy Dillard (79), Amerikaans rechtsgeleerde

### 13 mei
- Gara Garajev (64), Azerbeidzjaans componist

### 14 mei
- Hugh Beaumont (73), Amerikaans acteur
- Marcel-Henri Jaspar (80), Belgisch politicus

### 15 mei
- Joëlle Mogensen (29), Frans zangeres

### 19 mei
- Willem Bokhoven (81), Nederlands waterpolospeler

### 20 mei
- Henri Gelissen (87), Nederlands politicus
- Jan Gregoor (68), Nederlands kunstschilder en tekenaar
- Monk Montgomery (60), Amerikaans basgitarist

### 21 mei
- Marco Cimatti (69), Italiaans wielrenner

### 22 mei
- Jan Puimège (26), Belgisch kleinkunstzanger
- Cevdet Sunay (83), president van Turkije

### 24 mei
- Albert Mathieu (64), Belgisch politicus

### 29 mei
- Romy Schneider (43), Oostenrijks filmactrice

## Juni

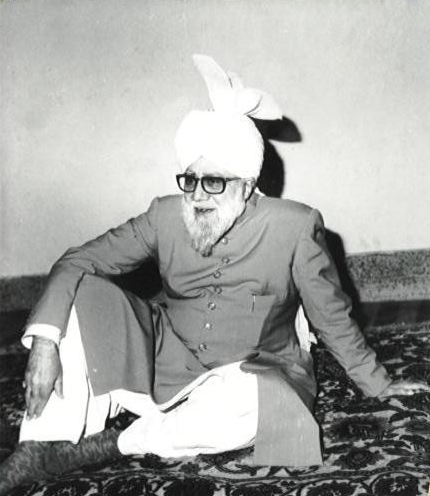
Mirza Nasir Ahmad
9 juni

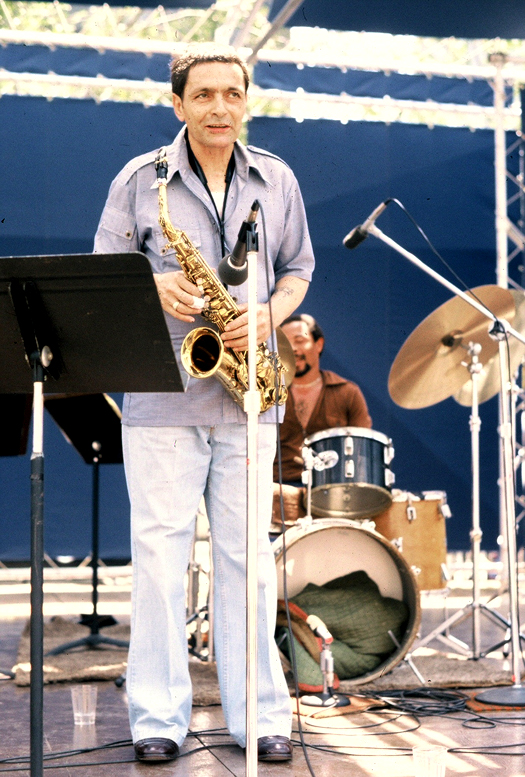
Art Pepper
15 juni

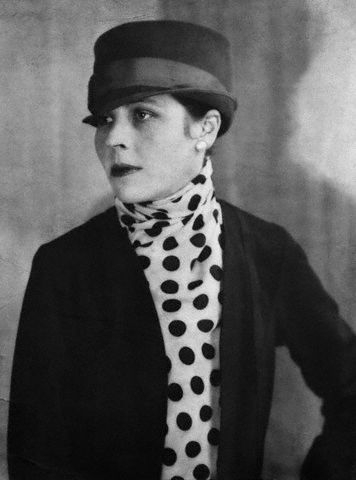
Djuna Barnes
18 juni

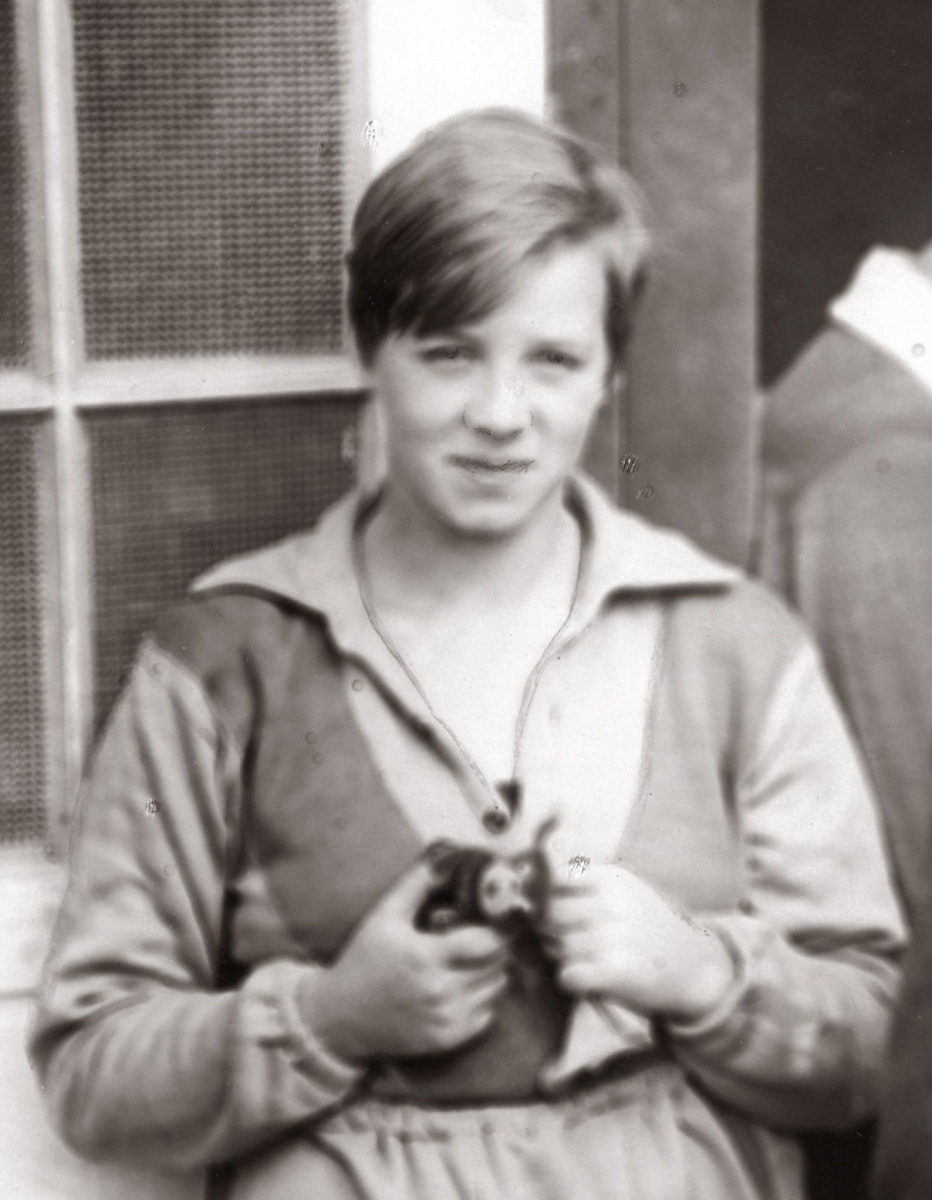
Marie Braun
23 juni

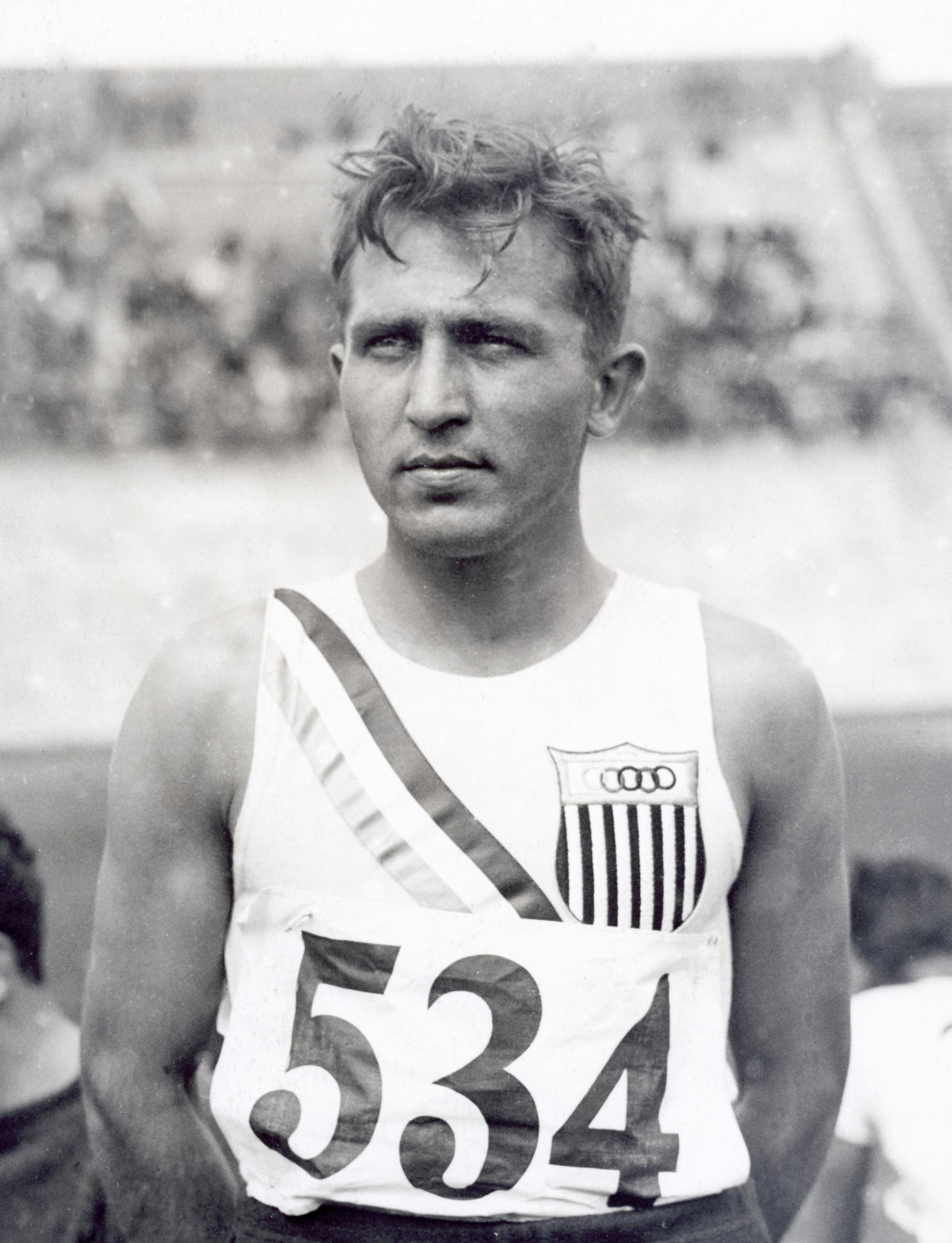
Ed Hamm
25 juni

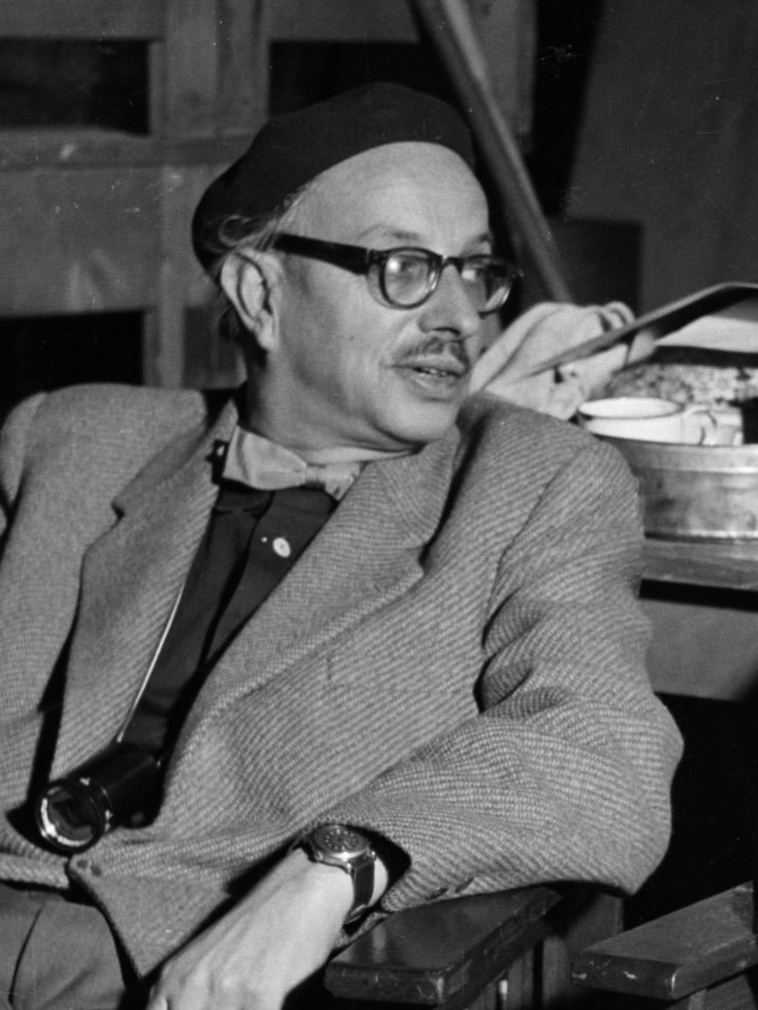
Gerard Rutten
28 juni

| 1 | 2 | 3 | 4 | 5 | 6 | 7 | 8 | 9 | 10 | 11 | 12 | 13 | 14 | 15 | 16 | 17 | 18 | 19 | 20 | 21 | 22 | 23 | 24 | 25 | 26 | 27 | 28 | 29 | 30 |
| - | - | - | - | - | - | - | - | - | -- | -- | -- | -- | -- | -- | -- | -- | -- | -- | -- | -- | -- | -- | -- | -- | -- | -- | -- | -- | -- |

### 1 juni
- Hendrik Algra (86), Nederlands politicus en historicus

### 2 juni
- Fazal Ilahi Chaudhry (78), president van Pakistan
- Jozef Fanchamps (69), Nederlands architect
- Andries Mondelaers (85), Belgisch politicus

### 5 juni
- Roger Bonvin (74), Zwitsers politicus
- Charles Hustinx (79), Belgisch politicus

### 6 juni
- Arnold Godin (93), Belgisch politicus
- Kenneth Rexroth (76), Amerikaans dichter
- George Sargent (99), Brits golfspeler

### 8 juni
- Manus Vrauwdeunt (67), Nederlands voetballer
- Jean Wiéner (86), Frans pianist en componist

### 9 juni
- Mirza Nasir Ahmad (72), Pakistaans geestelijke
- Wim Jorissen (60), Belgisch politicus

### 10 juni
- Rainer Werner Fassbinder (37), Duits regisseur, acteur en scenarioschrijver

### 12 juni
- Karl von Frisch (95), Oostenrijks zoöloog en etholoog
- Johannes van der Spek (95), Nederlands psychiater
- Hector Van Muylem (73), Belgisch burgemeester

### 13 juni
- Khalid bin Abdoel Aziz al-Saoed (69), koning van Saoedi-Arabië
- Peter Maivia (44), Amerikaans-Samoaans professioneel worstelaar
- Riccardo Paletti (23), Italiaans autocoureur

### 14 juni
- Anthoon Johan Koejemans (79), Nederlands journalist, schrijver en politicus

### 15 juni
- Lena Michaëlis (76), Nederlands atlete
- Art Pepper (56), Amerikaans jazzsaxofonist

### 17 juni
- Roberto Calvi (62), Italiaans bankier

### 18 juni
- Djuna Barnes (90), Amerikaans schrijfster

### 19 juni
- Pierre Charles Louis Eschauzier (79), Nederlands politicus
- Dutch Harrison (72), Amerikaans golfspeler

### 20 juni
- Oscar Castelo (79), Filipijns jurist en politicus

### 21 juni
- Hendrik Wade Bode (76), Amerikaans wetenschapper

### 22 juni
- Guill Serpenti (76), Nederlands kunstenaar en industrieel
- Alan Webb (75), Brits acteur

### 23 juni
- Marie Braun (71), Nederlands zwemster

### 24 juni
- Hans Klerx (38), Nederlands dirigent
- Albert Speekaert (67), Belgisch geestelijke en dichter
- Jakob Streitle (65), Duits voetballer

### 25 juni
- Beene Dubbelboer (75), Nederlands schrijver
- Ed Hamm (76), Amerikaans atleet
- Jaap Paauwe (73), Nederlands voetballer

### 28 juni
- George Matthews (69), Amerikaans jazzmusicus
- Gerard Rutten (79), Nederlands filmregisseur

### 29 juni
- Pierre Balmain (68), Frans couturier.
- Henry King (96), Amerikaans filmregisseur
- Gerard Knuvelder (80), Nederlands literatuurhistoricus
- Masaharu Taguchi (66), Japans zwemmer

## Juli

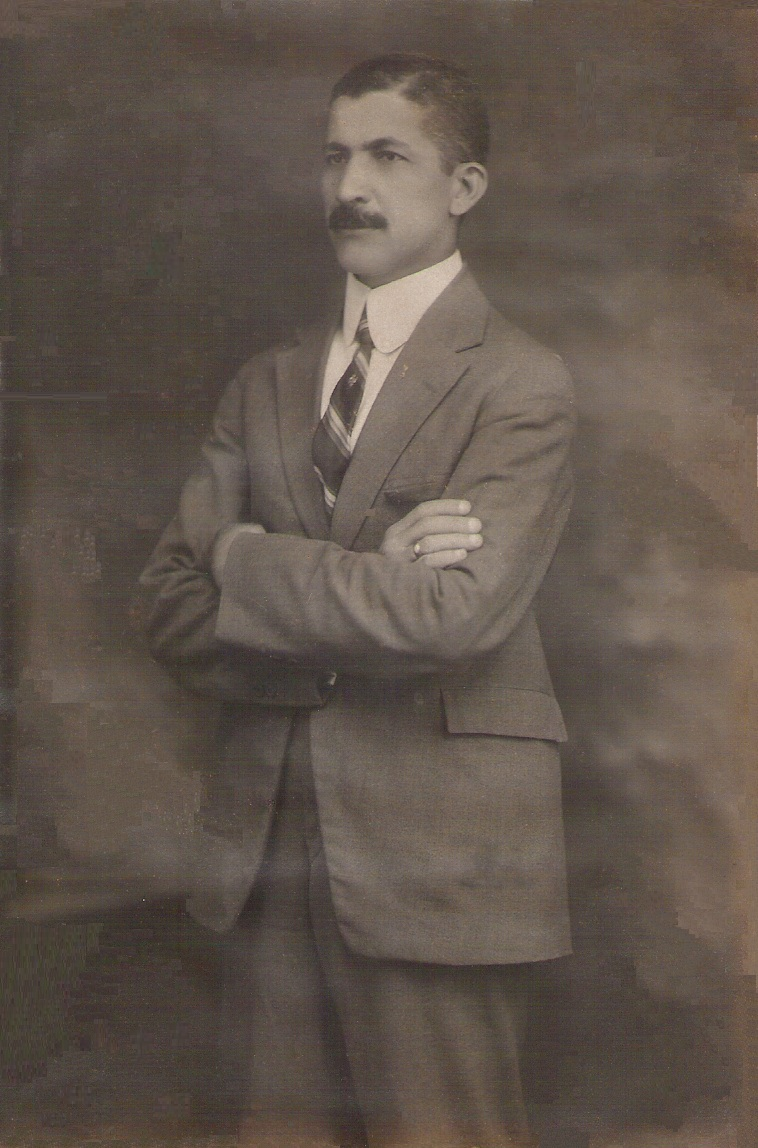
Jacobo Palm
1 juli

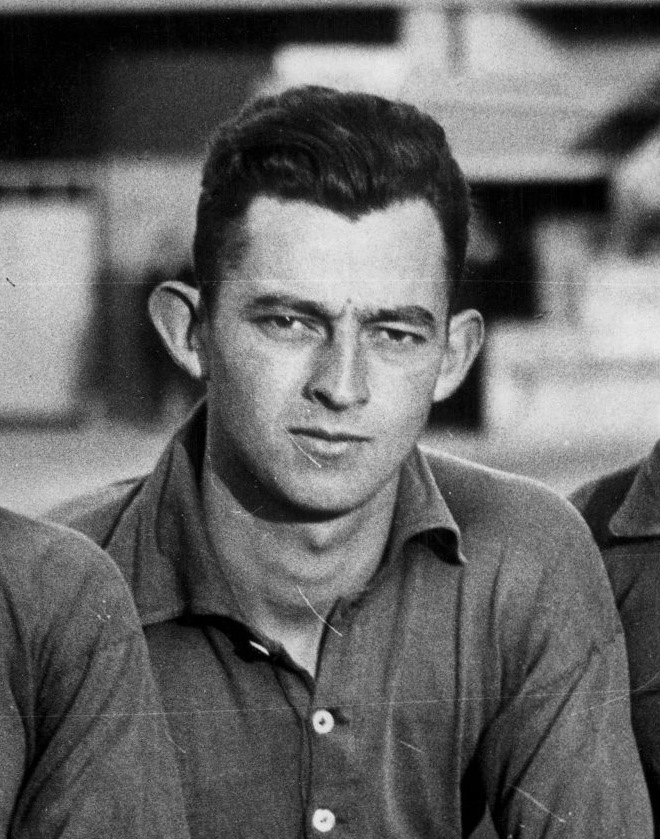
Beb Bakhuijs
7 juli

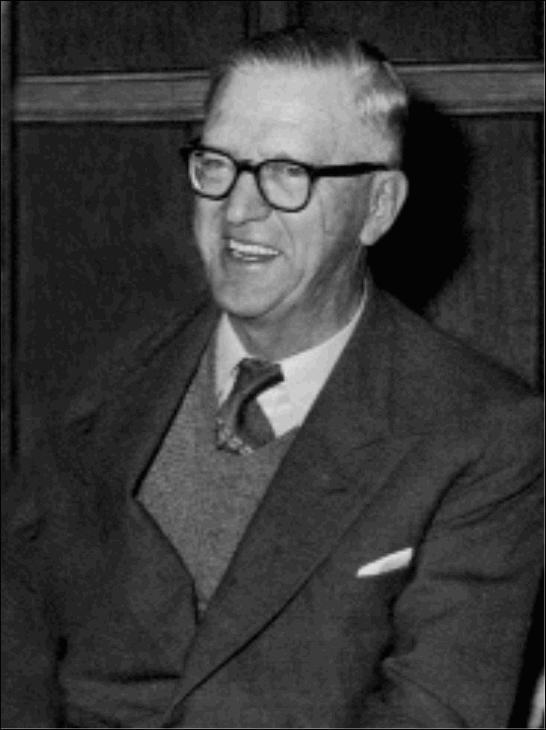
Charles Swart
16 juli

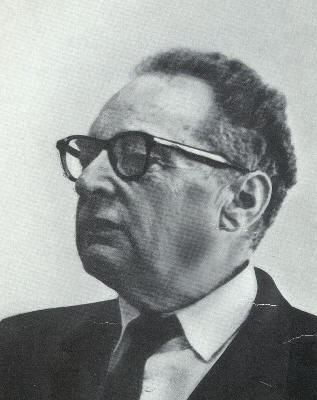
Roman Jakobson
18 juli

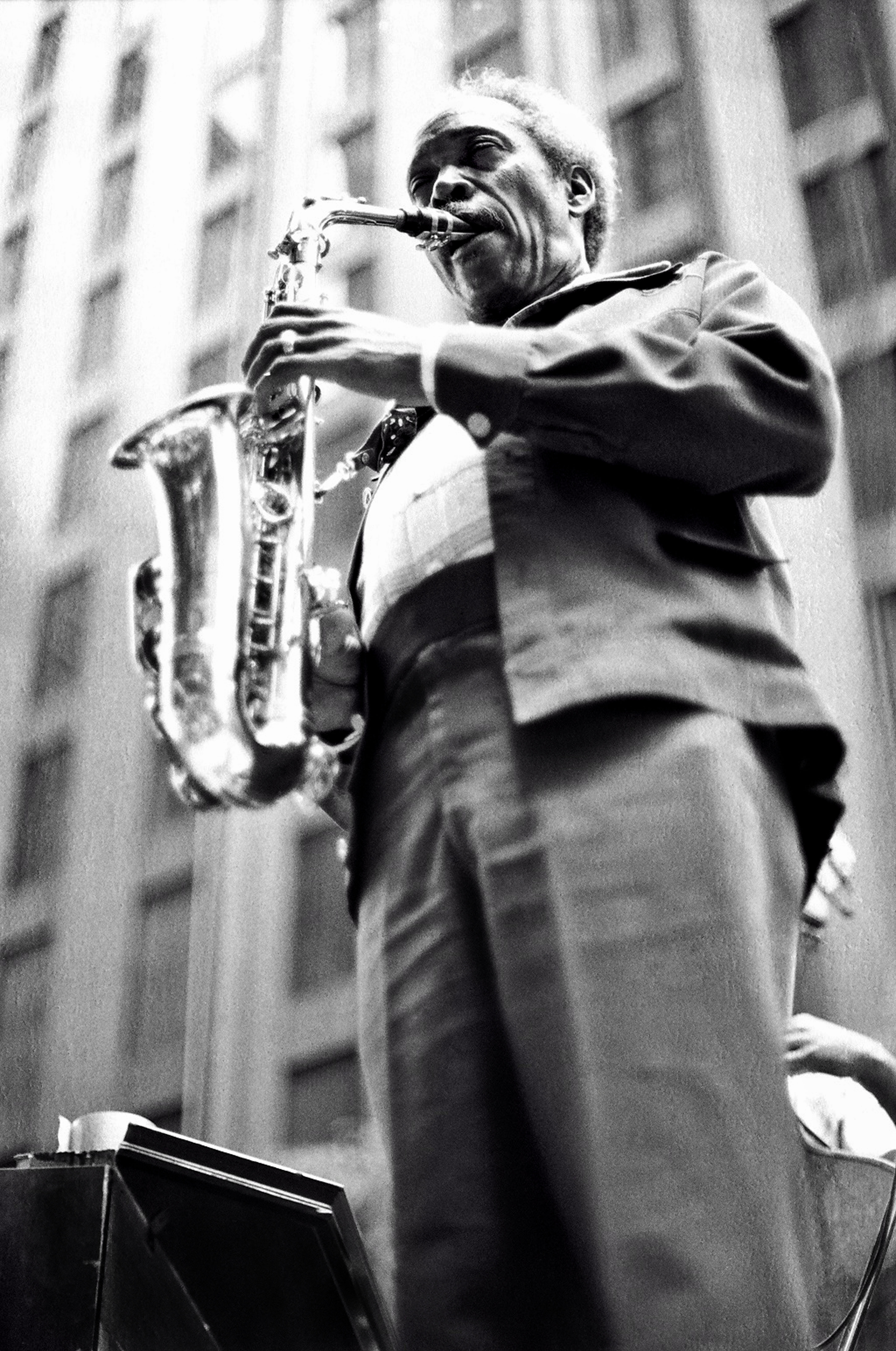
Sonny Stitt
22 juli

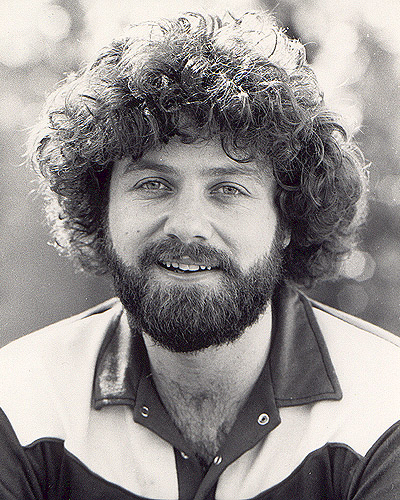
Keith Green
28 juli

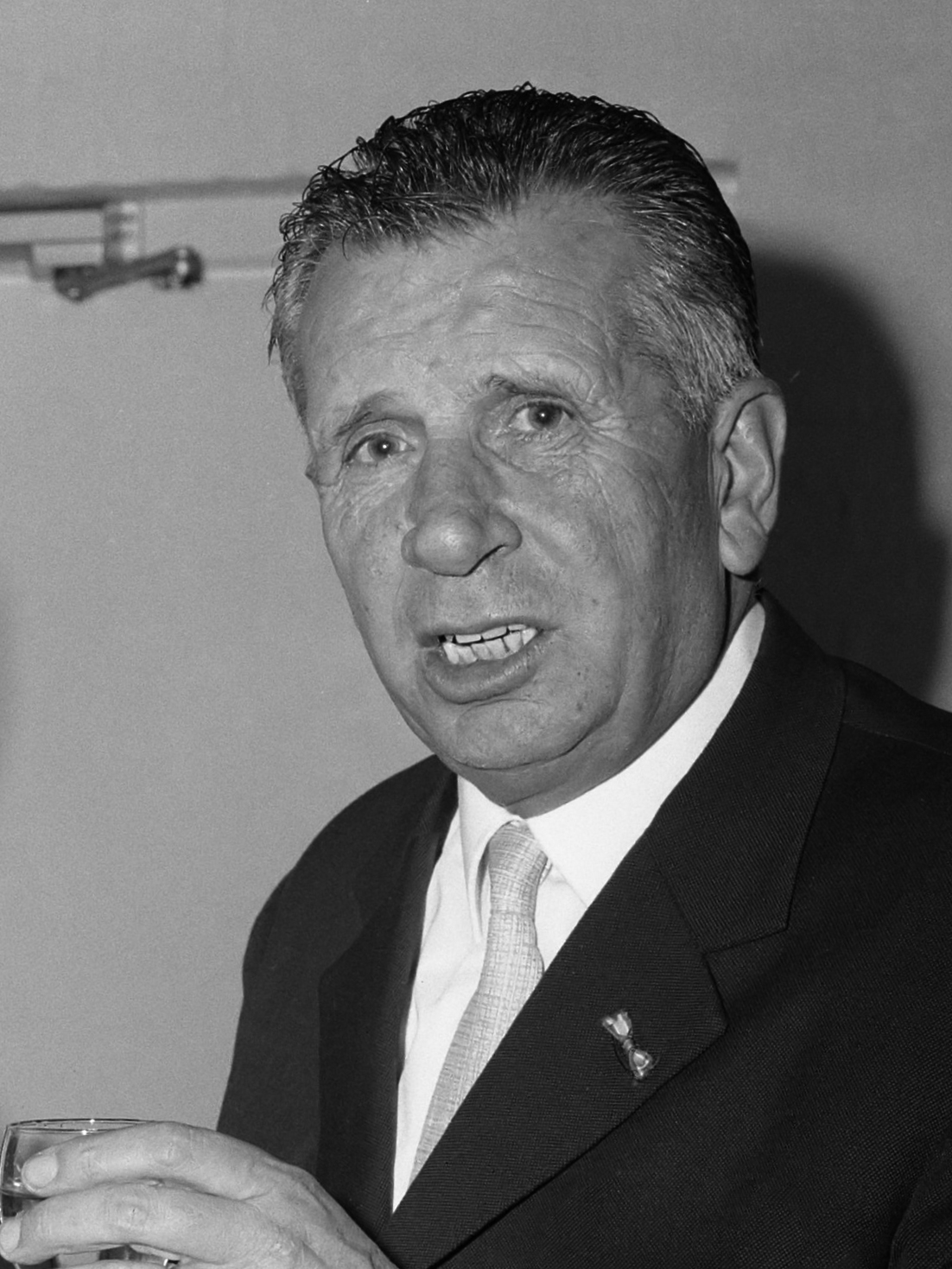
Cor Kieboom
28 juli

| 1 | 2 | 3 | 4 | 5 | 6 | 7 | 8 | 9 | 10 | 11 | 12 | 13 | 14 | 15 | 16 | 17 | 18 | 19 | 20 | 21 | 22 | 23 | 24 | 25 | 26 | 27 | 28 | 29 | 30 | 31 |
| - | - | - | - | - | - | - | - | - | -- | -- | -- | -- | -- | -- | -- | -- | -- | -- | -- | -- | -- | -- | -- | -- | -- | -- | -- | -- | -- | -- |

### 1 juli
- Jacobo Palm (94), Nederlands-Antilliaans componist

### 3 juli
- Annibale Bugnini (70), Italiaans geestelijke
- Willy Kreitz (78), Belgisch beeldhouwer

### 4 juli
- Silvestre Antonio Guzmán Fernández (71), Dominicaans politicus

### 5 juli
- Pieter Philippus Jansen (79), Nederlands waterbouwkundige

### 6 juli
- Alma Reville (82), Brits scenarioschrijfster

### 7 juli
- Beb Bakhuijs (73), Nederlands voetballer
- Carlo Chiappano (41), Italiaans wielrenner

### 8 juli
- Virginia Hall (76), Amerikaans spion
- Hildegard Michaelis (81), Duitse, maar in Nederland werkzame textielkunstenares en oprichtster van drie benedictijner kloosters

### 9 juli
- Wout van Heusden (85), Nederlands kunstenaar

### 10 juli
- Karl Hein (74), Duits atleet
- Ralph von Koenigswald (79), Duits-Nederlands geoloog

### 11 juli
- Max Bury (58), Belgisch politicus
- Marinus Snoeren (62), Nederlands cellist

### 12 juli
- Kenneth More (67), Brits acteur

### 13 juli
- Kees Franse (58), Nederlandse schilder, graficus en beeldhouwer
- Francisco Narváez (76), Venezolaans kunstenaar

### 16 juli
- Leo Braat (73), Nederlands beeldhouwer en tekenaar
- Patrick Dewaere (35), Frans acteur
- Charles Swart (87), president van Zuid-Afrika

### 17 juli
- Richard Abbenhuis (85), Nederlands missionaris en schrijver
- Catharina Hesterman (79), Nederlands schoonspringster

### 18 juli
- Roman Jakobson (85), Russisch-Amerikaans taalkundige

### 19 juli
- Hugh Everett (51), Amerikaans natuurkundige

### 21 juli
- Toon Krosse (71), Nederlands politicus

### 22 juli
- Sonny Stitt (58), Amerikaans jazzmusicus

### 23 juli
- Giorgos Gavriilidis (76), Grieks acteur
- Jacob Hubert Patijn (77), Nederlands ambtenaar

### 24 juli
- Otto Eder (58), Oostenrijkse schilder en beeldhouwer
- Jean Girault (58), Frans filmregisseur
- Arnold Pihlak (80), Estisch voetballer

### 25 juli
- Jose Fuentebella (99), Filipijns politicus
- Hal Foster (89), Amerikaans striptekenaar
- Jordi Rubió i Balaguer (95), Spaans taalkundige en schrijver

### 27 juli
- Paul Boulet (87), Frans politicus

### 28 juli
- Estanislao Fernandez (72), Filipijns jurist en politicus
- Keith Green (28), Amerikaanse zanger, songwriter en muzikant
- Cor Kieboom (81), Nederlands voetbalbestuurder
- George Kleinsinger (68), Amerikaans componist
- Nick Lucas (84), Amerikaans jazzzanger

### 29 juli
- Médard De Preter (82), Belgisch voetballer
- Fernand Vanlangenhove (93), Belgisch diplomaat
- Vladimir Zworykin (92), Russisch-Amerikaans elektrotechnicus

### 31 juli
- Henk van Spaandonck (69), Nederlands voetballer

## Augustus

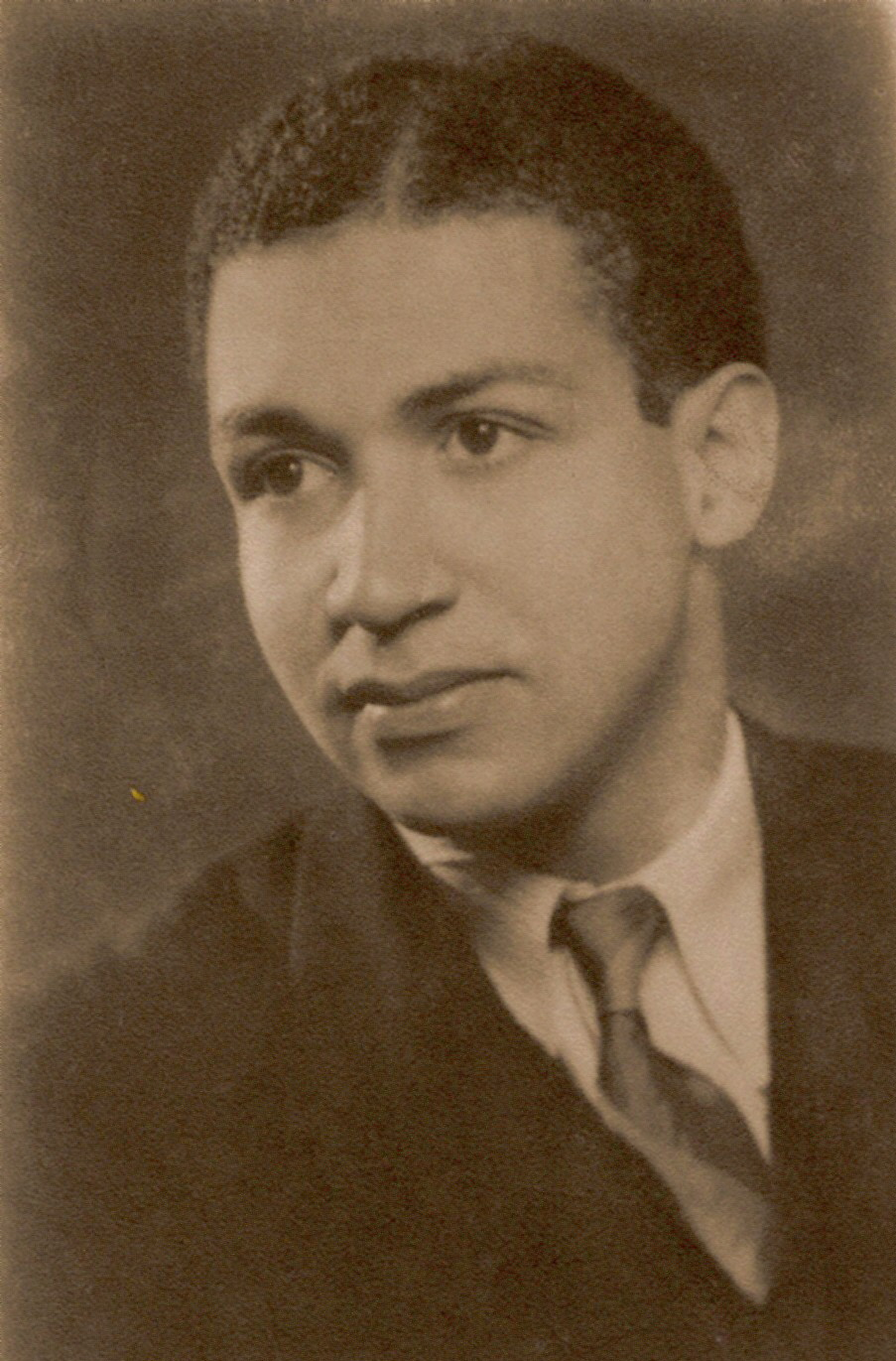
Bernardo Ashetu
3 augustus

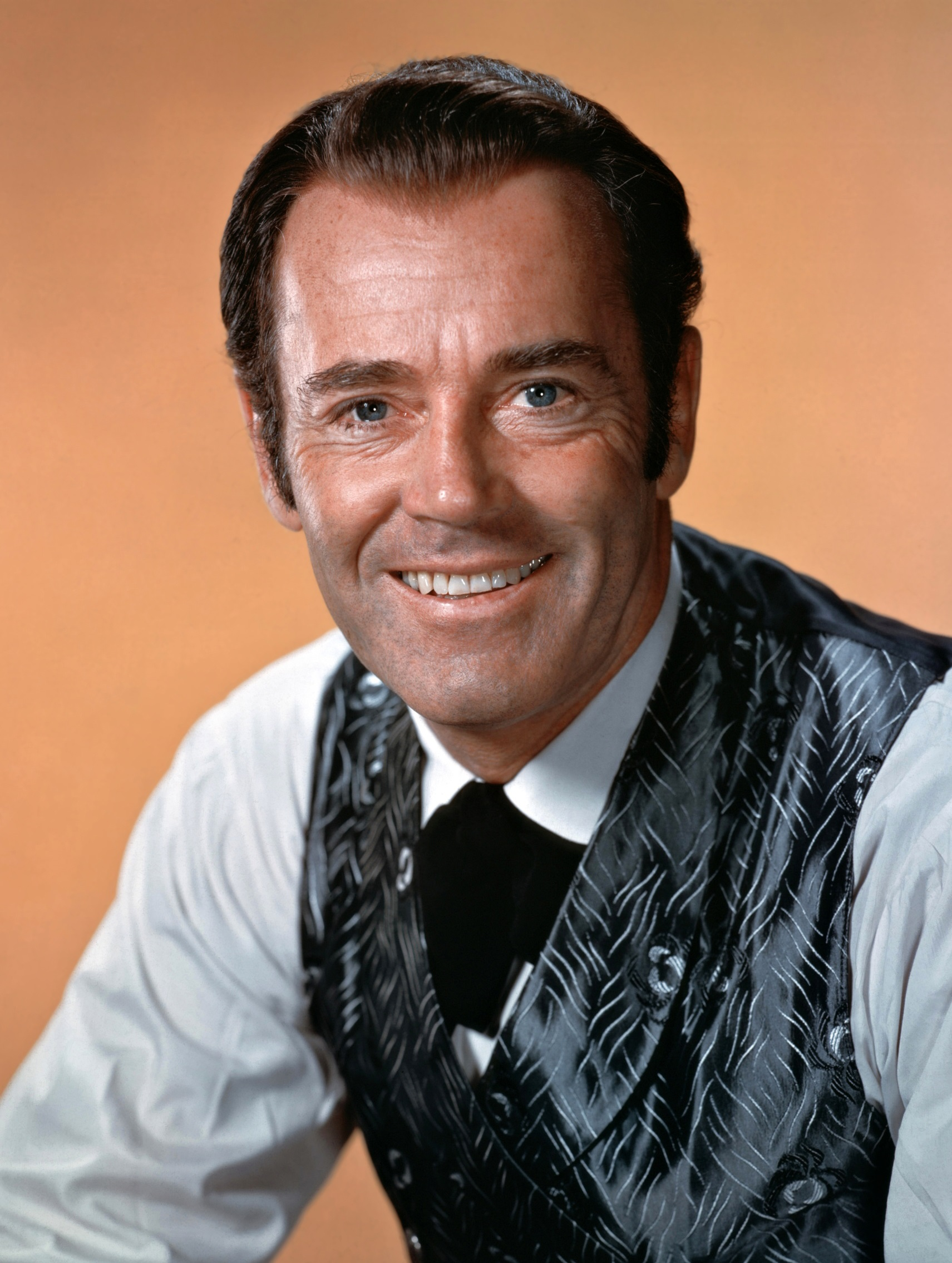
Henry Fonda
12 augustus

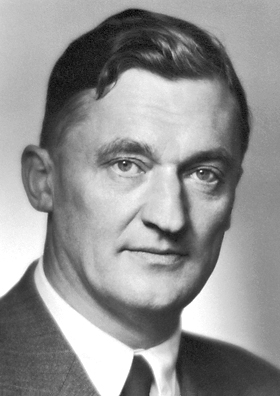
Hugo Theorell
15 augustus

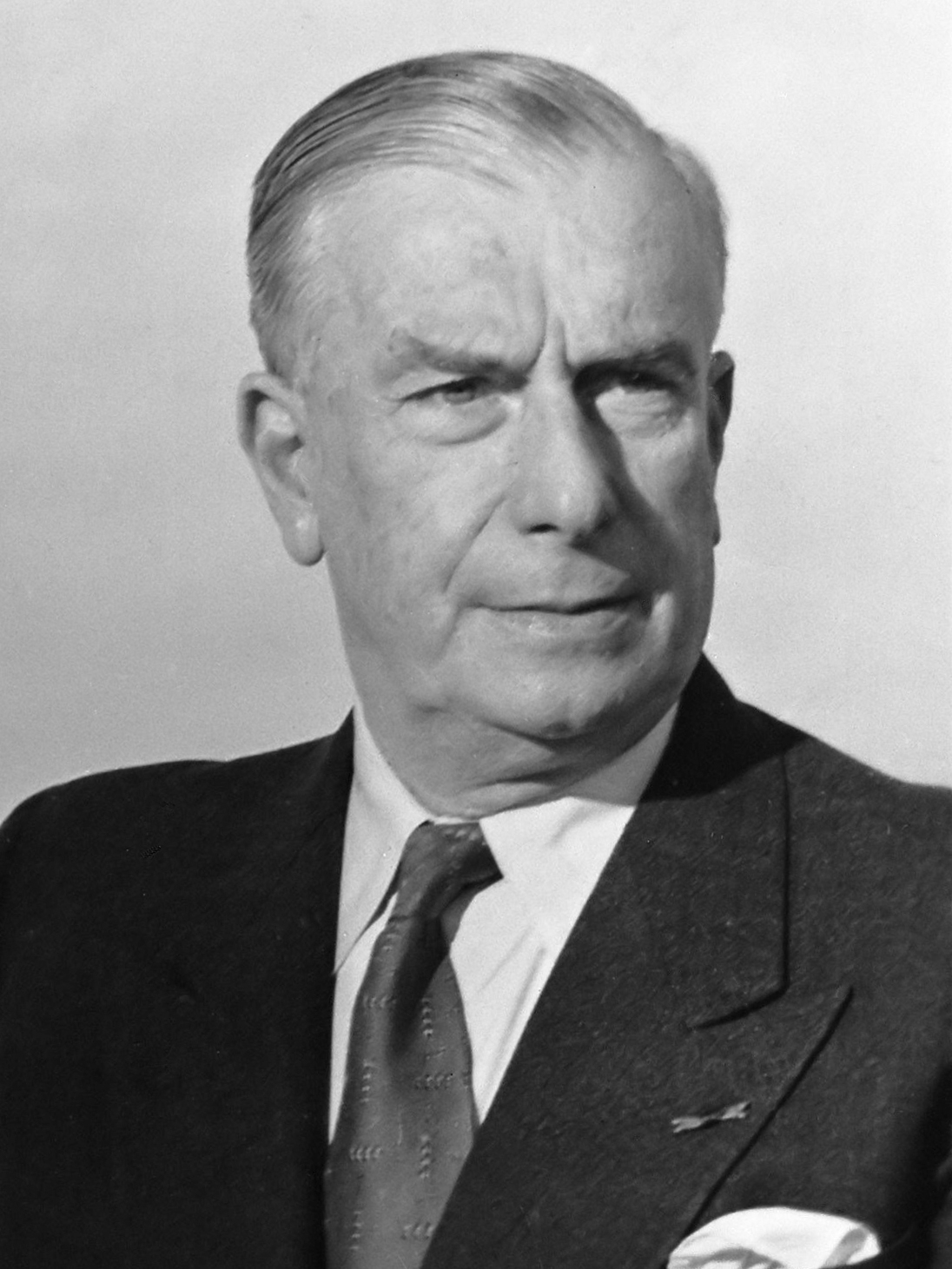
F.Q. den Hollander
18 augustus

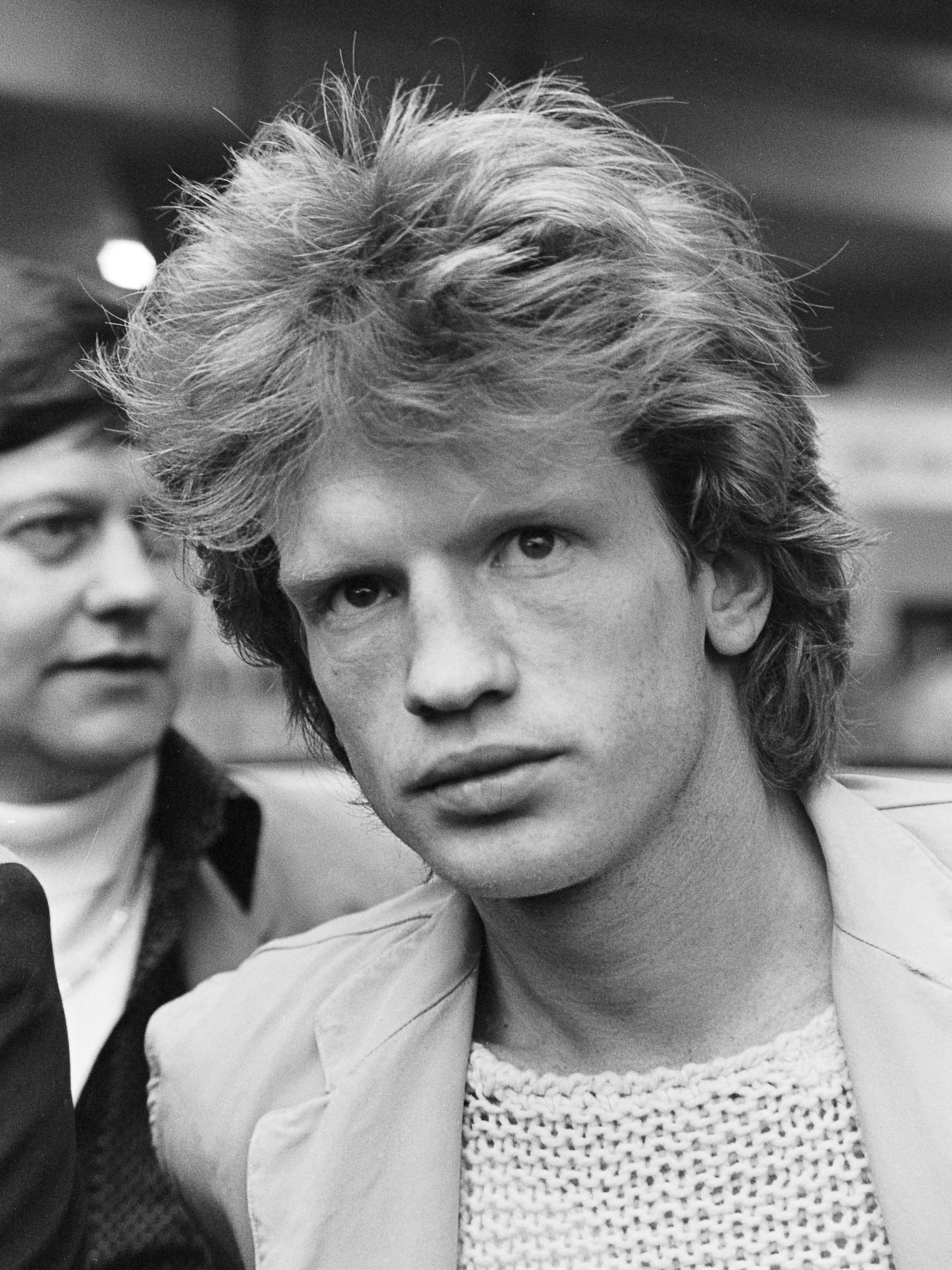
Hans van Tongeren
25 augustus

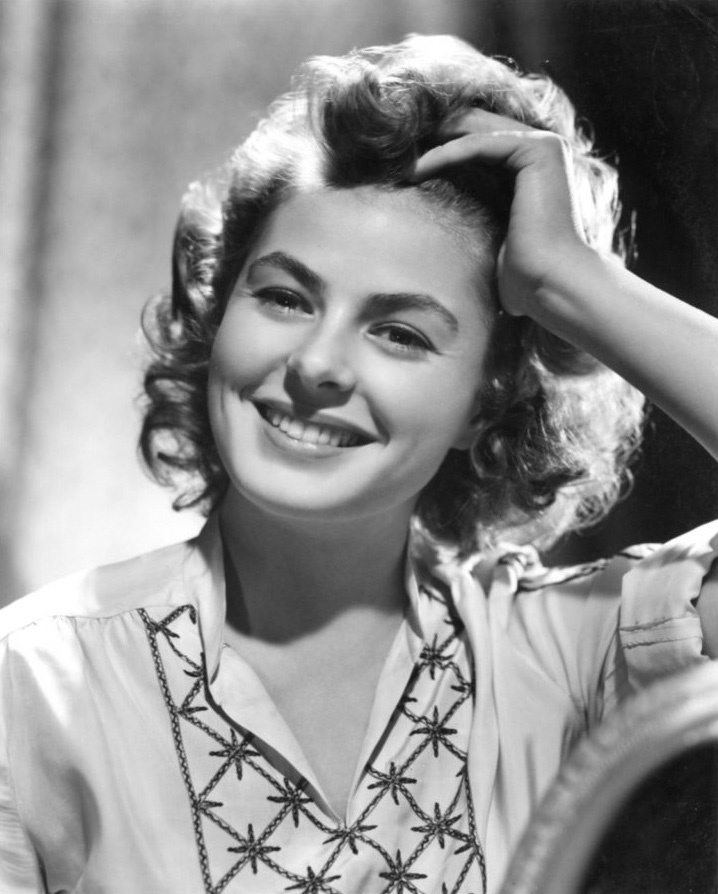
Ingrid Bergman
29 augustus

| 1 | 2 | 3 | 4 | 5 | 6 | 7 | 8 | 9 | 10 | 11 | 12 | 13 | 14 | 15 | 16 | 17 | 18 | 19 | 20 | 21 | 22 | 23 | 24 | 25 | 26 | 27 | 28 | 29 | 30 | 31 |
| - | - | - | - | - | - | - | - | - | -- | -- | -- | -- | -- | -- | -- | -- | -- | -- | -- | -- | -- | -- | -- | -- | -- | -- | -- | -- | -- | -- |

### 2 augustus
- Cathleen Nesbitt (93), Brits actrice
- Nikolaj Piljoegin (74), Russisch luchtvaartingenieur

### 3 augustus
- Bernardo Ashetu (53), Surinaams dichter

### 4 augustus
- Henk van der Wal (95), Nederlands atleet

### 5 augustus
- Pierre Daems (70), Nederlands ontwerper en kunstenaar
- Hubert Vandenhende (61), Belgisch politicus

### 7 augustus
- Jo Vegter (75), Nederlands architect

### 8 augustus
- Eric Brandon (62), Brits autocoureur
- Ferre Grignard (43), Belgisch musicus en kunstschilder

### 9 augustus
- Alexandre Alexeïeff (81), Russisch kunstenaar en filmmaker

### 12 augustus
- Henry Fonda (77), Amerikaans acteur

### 13 augustus
- Joe Tex (47), een Amerikaans zanger

### 14 augustus
- Patrick Magee (60), Brits acteur

### 15 augustus
- Artin Penik (61), Turks activist
- Hugo Theorell (79), Zweeds biochemicus en Nobelprijswinnaar

### 17 augustus
- Kamiel Bulcke (72), Belgische jezuïet en taalkundige

### 18 augustus
- Jean Daman (82), Belgisch politicus
- F.Q. den Hollander (89), Nederlands bestuurder
- Karel Vacek (80), Tsjechisch componist

### 20 augustus
- Ulla Jacobsson (53), Zweeds actrice

### 21 augustus
- Sobhuza II (83), koning van Swaziland

### 23 augustus
- Alberto Cavalcanti (85), Braziliaans filmregisseur
- Stanford Moore (68), Amerikaans biochemicus

### 24 augustus
- Giorgio Abetti (99), Italiaans astronoom
- Maria Desmet-Delrue (84), Belgisch politicus

### 25 augustus
- Hans van Tongeren (27), Nederlands acteur
- Hendrik Willem van Tricht (84), Nederlands literatuuronderzoeker

### 26 augustus
- Anna German (46), Russisch zangeres
- Lesley Goede (52), Surinaams politicus

### 27 augustus
- Anandamoyi Ma (86), Indiaas geestelijke leider

### 28 augustus
- Nini de Boël (84), Belgisch actrice en zangeres

### 29 augustus
- Ingrid Bergman (67), Zweeds actrice

### 30 augustus
- Natty Dominique (86), Amerikaans jazzmusicus
- Albert Konrad Gemmeker (74), Duits oorlogsmisdadiger

## September

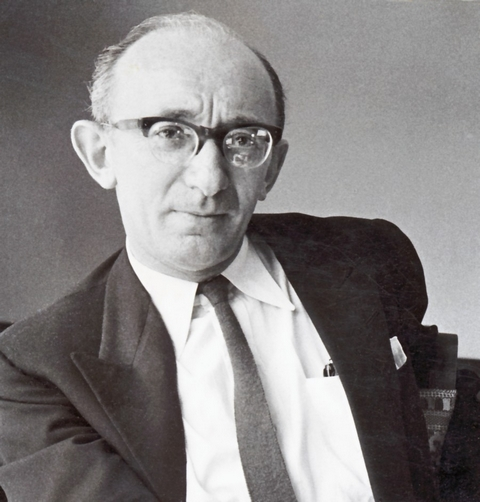
Clifford Curzon
1 september

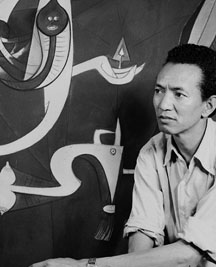
Wifredo Lam
11 september

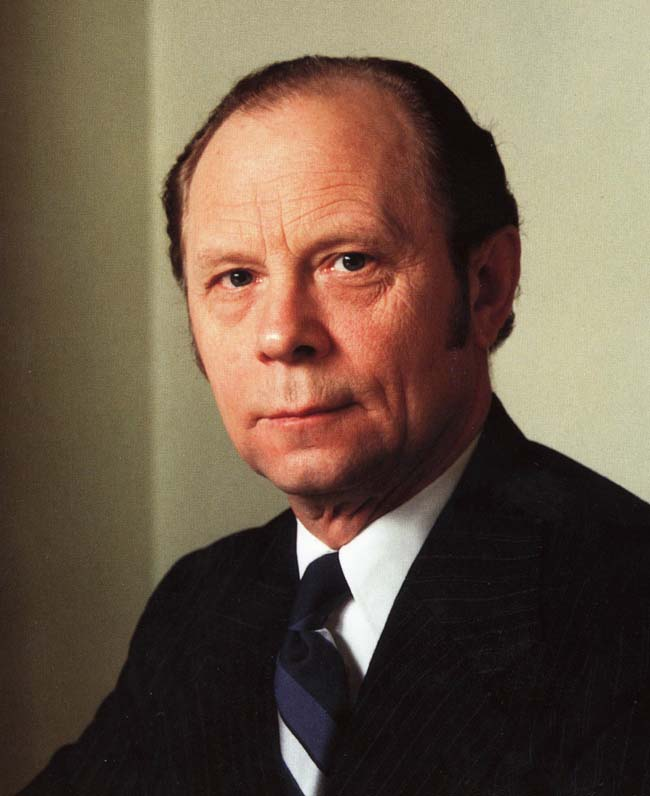
Kristján Eldjárn
14 september

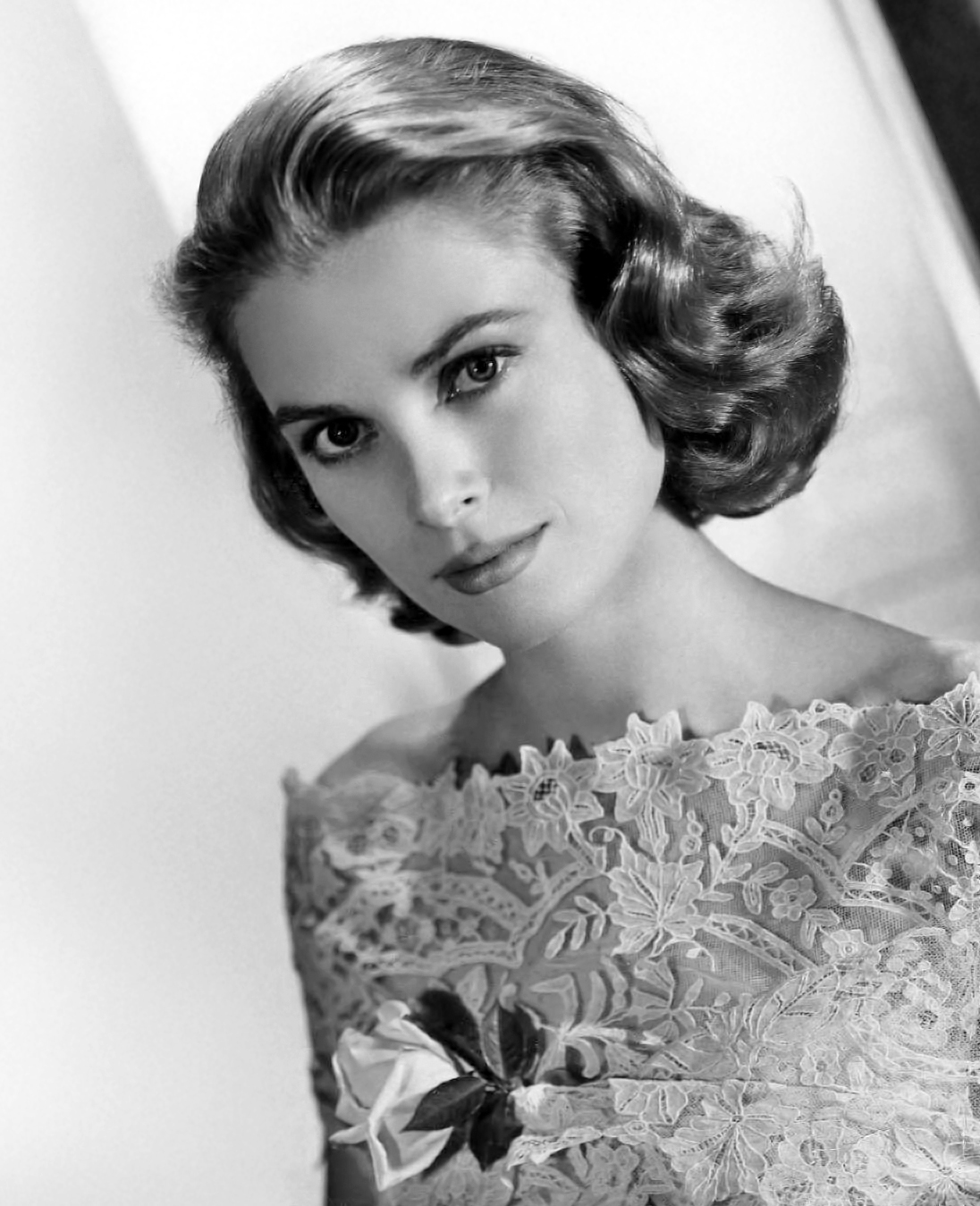
Grace Kelly
14 september

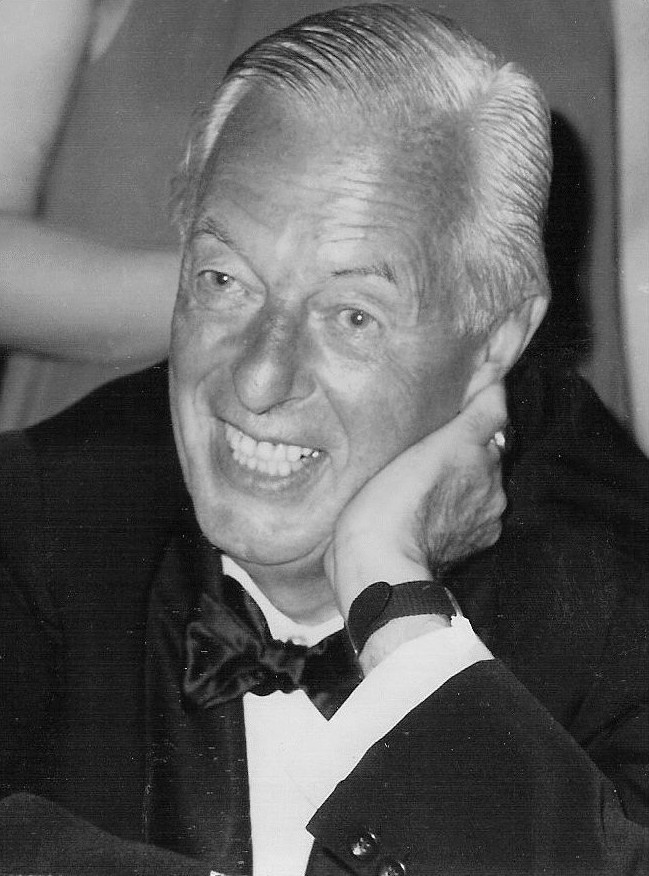
Antoine Feith
20 september

| 1 | 2 | 3 | 4 | 5 | 6 | 7 | 8 | 9 | 10 | 11 | 12 | 13 | 14 | 15 | 16 | 17 | 18 | 19 | 20 | 21 | 22 | 23 | 24 | 25 | 26 | 27 | 28 | 29 | 30 |
| - | - | - | - | - | - | - | - | - | -- | -- | -- | -- | -- | -- | -- | -- | -- | -- | -- | -- | -- | -- | -- | -- | -- | -- | -- | -- | -- |

### 1 september
- Ludwig Bieberbach (95), Duits wiskundige
- Haskell Curry (81), Amerikaans wiskundige
- Clifford Curzon (75), Brits pianist
- Władysław Gomułka (77), Pools politicus

### 2 september
- Alexander Ernste (69), Nederlands kunstenaar
- Ferenc Plattkó (84), Hongaars voetballer en voetbalcoach

### 3 september
- Carlo Alberto dalla Chiesa (61), Italiaans politiefunctionaris
- Hendrikus Hubertus Janssen (71), Nederlands latinist
- Hércules (70), Braziliaans voetballer

### 5 september
- Douglas Bader (72), Brits gevechtspiloot
- Maurits Naessens (73), Belgisch bankier

### 7 september
- Gerald Fitzmaurice (80), Brits diplomaat

### 8 september
- Henri Thesingh (79), Nederlands atleet

### 9 september
- Marcel-Hubert Grégoire (80), Belgisch politicus

### 11 september
- Alf Bayrle (81), Duits kunstenaar
- Wifredo Lam (79), Cubaans kunstschilder en beeldhouwer
- Philipp Mohler (73), Duits componist
- Albert Soboul (68), Frans historicus

### 12 september
- Kommer Kleijn (89), Nederlands acteur, dramaturg en hoorspelregisseur
- Federico Moreno Torroba (91), Spaans dirigent en componist

### 14 september
- Vladislao Cap (48), Argentijns voetballer
- Kristján Eldjárn (65), president van IJsland
- Bashir Gemayel (34), president van Libanon
- Grace Kelly (52), Amerikaans actrice en Monegaskisch prinses
- Gustave Roth (73), Belgisch bokser

### 15 september
- Karen Aabye (77), Deens journaliste en schrijfster

### 18 september
- Carlos Carmelo Vasconcellos Motta (92), Braziliaans geestelijke

### 20 september
- Antoine Feith (66), Nederlands bestuurder
- Alois Schnabel (72), Oostenrijks handbalspeler

### 21 september
- Constantine Walter Benson (73), Brits ornitholoog
- Nol Wolf (79), Nederlands atleet

### 25 september
- Jan Heesters (89), Nederlands kunstenaar
- Martin Stolle (96), Duits auto- en motorfietsconstructeur

### 27 september
- Immigje Kiers (89), Nederlands verzetsstrijdster

## Oktober

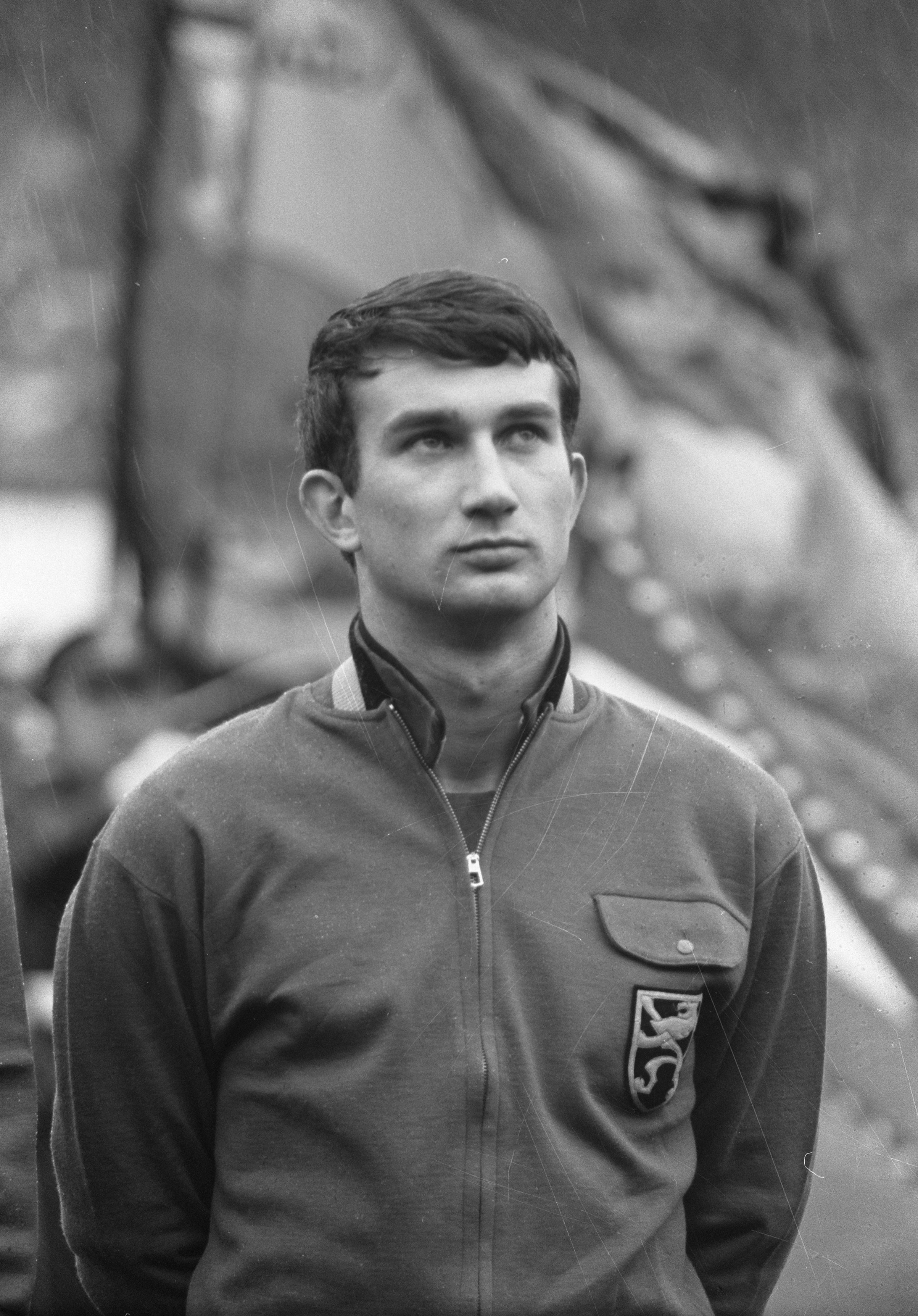
Roger Claessen
3 oktober

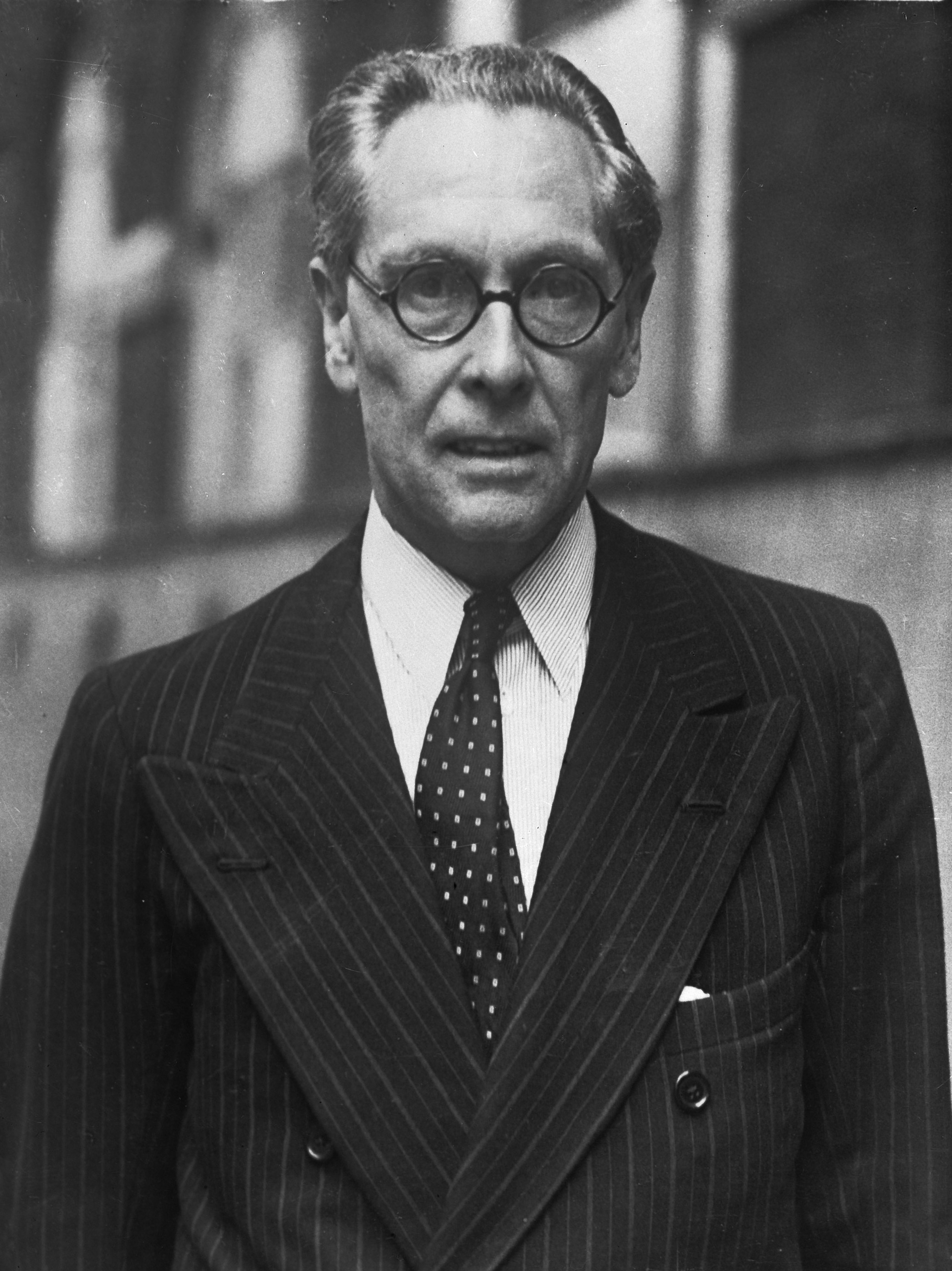
Philip Noel-Baker
8 oktober

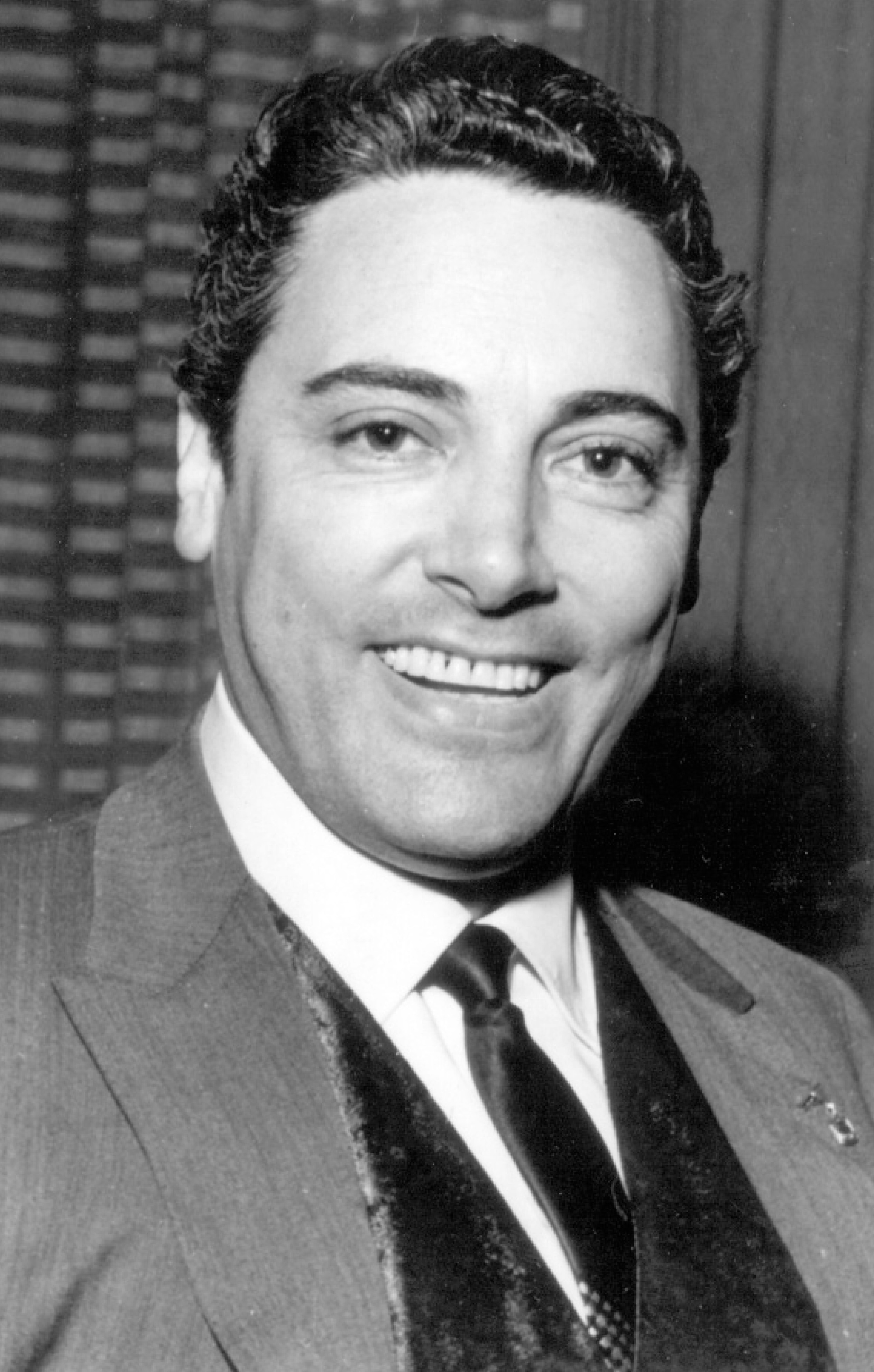
Mario del Monaco
16 oktober

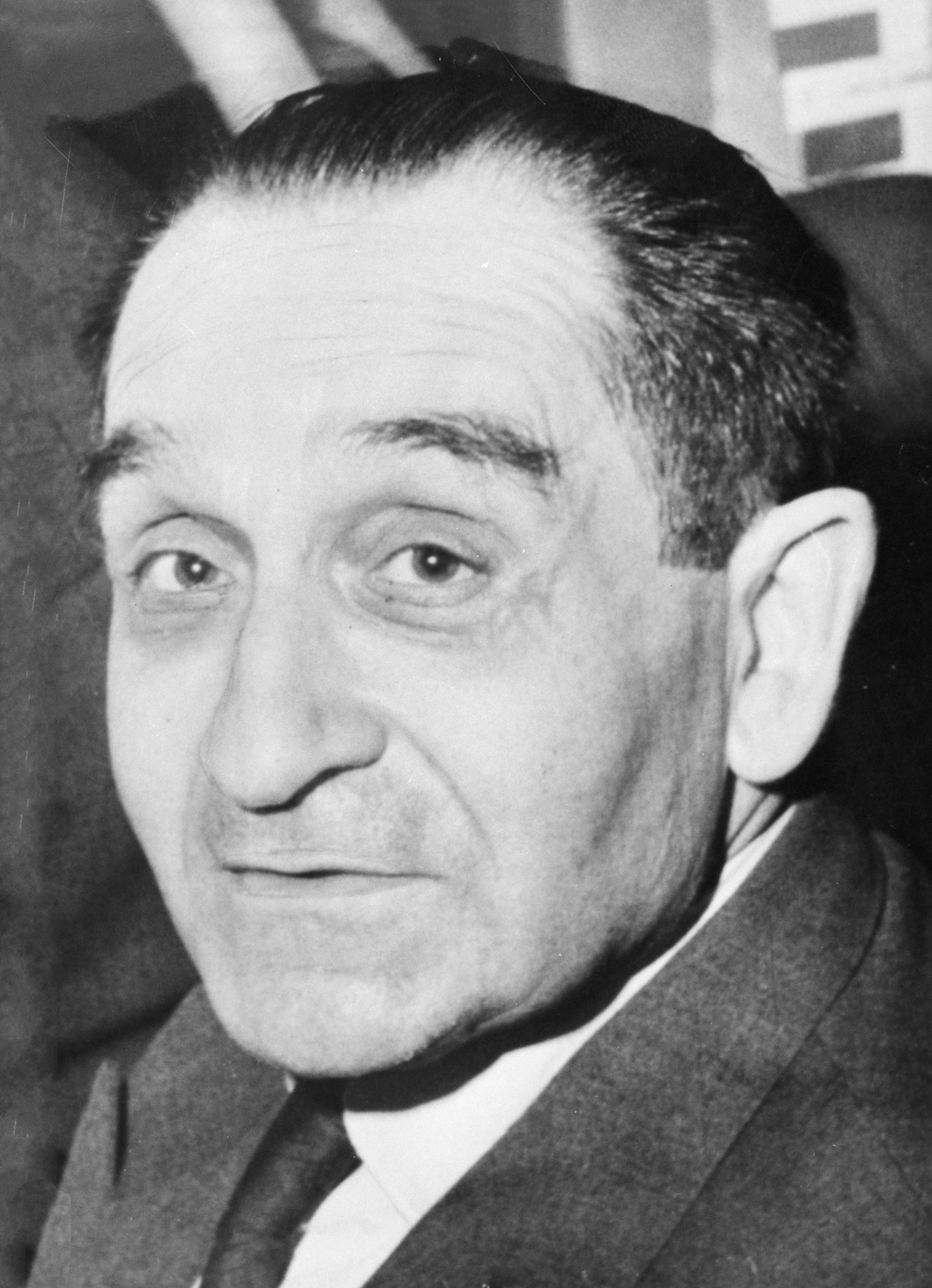
Pierre Mendès France
18 oktober

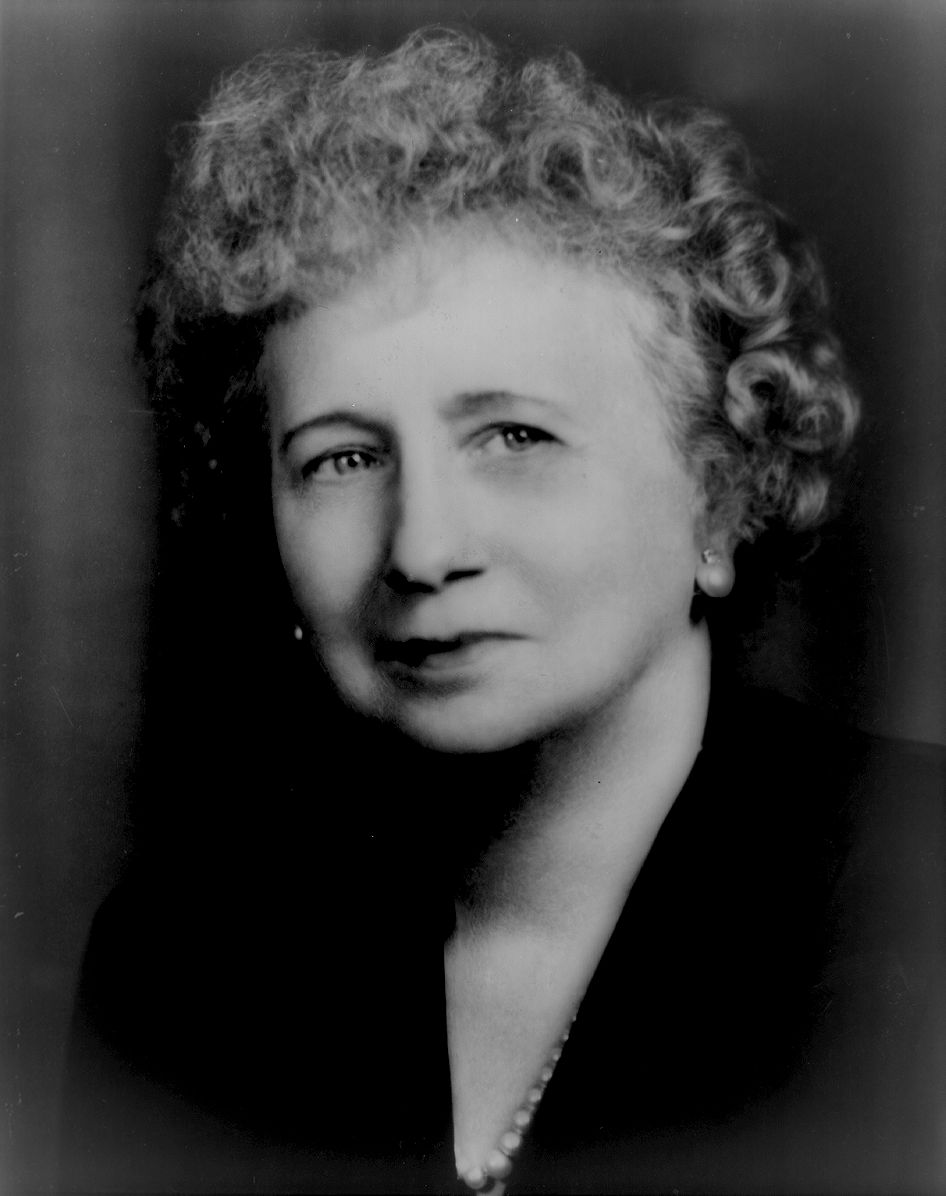
Bess Truman
18 oktober

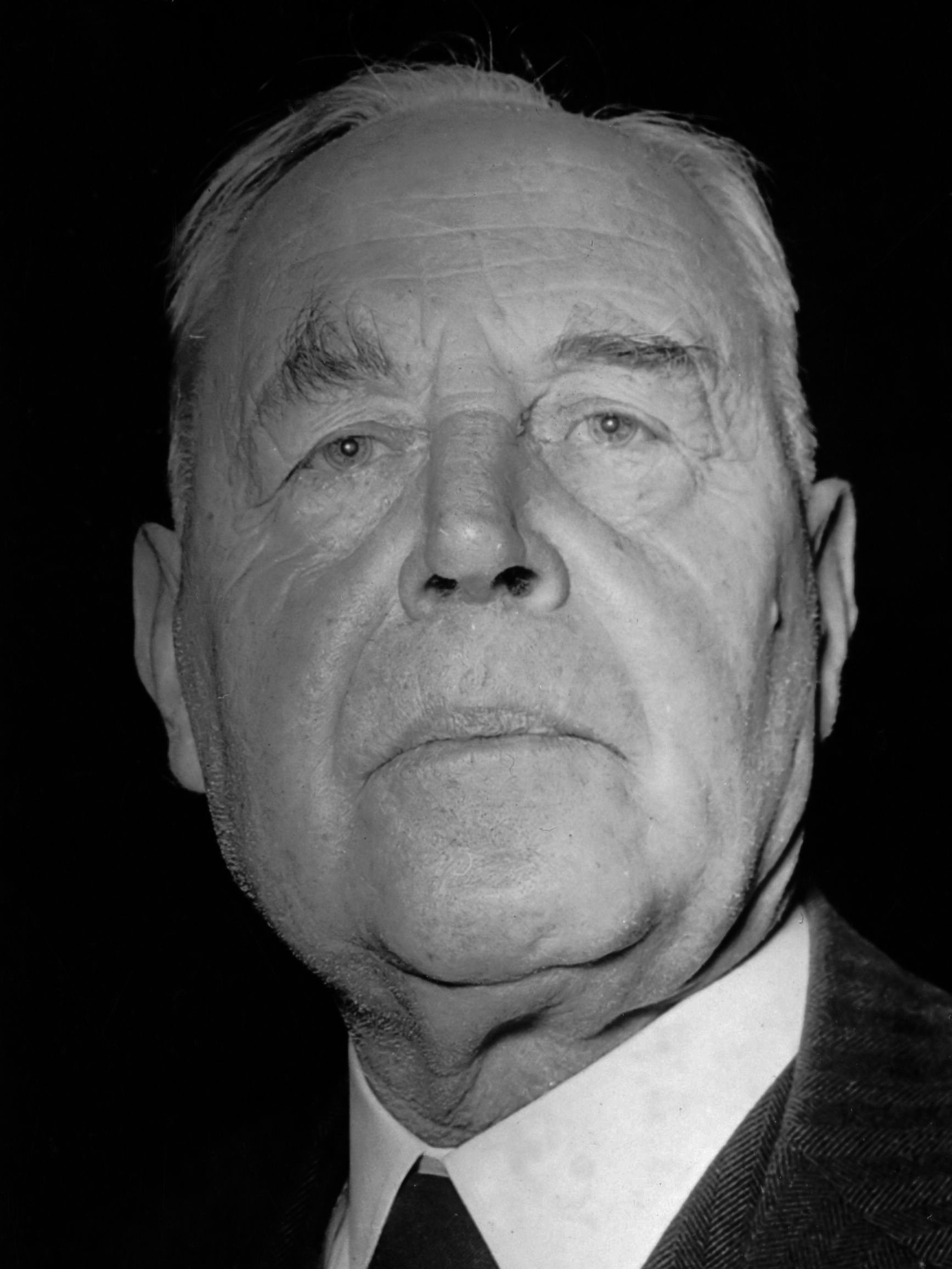
Reep verLoren van Themaat
20 oktober

| 1 | 2 | 3 | 4 | 5 | 6 | 7 | 8 | 9 | 10 | 11 | 12 | 13 | 14 | 15 | 16 | 17 | 18 | 19 | 20 | 21 | 22 | 23 | 24 | 25 | 26 | 27 | 28 | 29 | 30 | 31 |
| - | - | - | - | - | - | - | - | - | -- | -- | -- | -- | -- | -- | -- | -- | -- | -- | -- | -- | -- | -- | -- | -- | -- | -- | -- | -- | -- | -- |

### 1 oktober
- Eddie Stijkel (63), Nederlands econoom en politicus

### 3 oktober
- Roger Claessen (41), Belgisch voetballer
- Vivien Merchant (53), Brits actrice

### 4 oktober
- Ahmad Hassan al-Bakr (68), president van Irak
- Glenn Gould (50), Canadees pianist
- Stefanos Stefanopoulos (84), Grieks politicus

### 5 oktober
- Séamus Ennis (63), Iers musicus

### 6 oktober
- Emiel Van Cauwelaert de Wyels (72), Belgisch journalist

### 7 oktober
- Salvador Araneta (80), Filipijns politicus

### 8 oktober
- Raúl Madero (94), Mexicaans militair en politicus
- Philip Noel-Baker (92), Brits atleet, politicus en diplomaat

### 9 oktober
- Omer Becu (80), Belgisch vakbondsbestuurder
- Anna Freud (86), Oostenrijks-Brits psychoanalyticus

### 11 oktober
- Josep Renau i Berenguer (75), Spaans graficus en politiek activist

### 13 oktober
- Kitty Kluppell (85), Nederlands actrice en zangeres
- Marcel Sleurs (57), Belgisch politicus

### 16 oktober
- Mario del Monaco (67), Italiaans operazanger
- Hans Selye (75), Canadees-Oostenrijkse medicus

### 17 oktober
- Henri Allard (91), Belgisch wielrenner
- Antoine Béthouart (92), Frans militair leider

### 18 oktober
- Dwain Esper (90), Amerikaans filmregisseur en -producent
- Maurice Gilliams (82), Belgisch schrijver
- Paul Lebeau (74), Belgisch letterkundige en schrijver
- Pierre Mendès France (75), Frans politicus
- Bess Truman (97), Amerikaans presidentsvrouw

### 19 oktober
- Camille Elise (58), Belgisch politicus
- Pieter Groeneveldt (93), Nederlands kunstenaar

### 20 oktober
- Jos Frissen (90), Nederlands kunstschilder
- Reep verLoren van Themaat (100), Nederlands ingenieur

### 21 oktober
- Radka Toneff (31), Noors jazzzangeres

### 23 oktober
- Egbertus Waller (80), Nederlands roeier

### 24 oktober
- Bouke Jagt (53), Nederlands schrijver
- Auke Komter (78), Nederlands architect

### 25 oktober
- Jan Moraal (54), Nederlands schrijver en presentator
- Pier Anne Nawijn (69), Nederlands burgemeester

### 26 oktober
- Giovanni Benelli (61), Italiaans kardinaal

### 27 oktober
- Miguel Ydígoras (87), president van Guatemala
- Valerio Zurlini (56), Italiaans filmregisseur

### 28 oktober
- Benjamin Richard Canneman (73), Nederlands burgemeester
- Igor Schwezoff (78), Sovjet-Amerikaanse balletdanser

### 29 oktober
- Sidney Kirkman (87), Brits militair leider

### 30 oktober
- Kees van der Zee (78), Nederlands atleet

## November

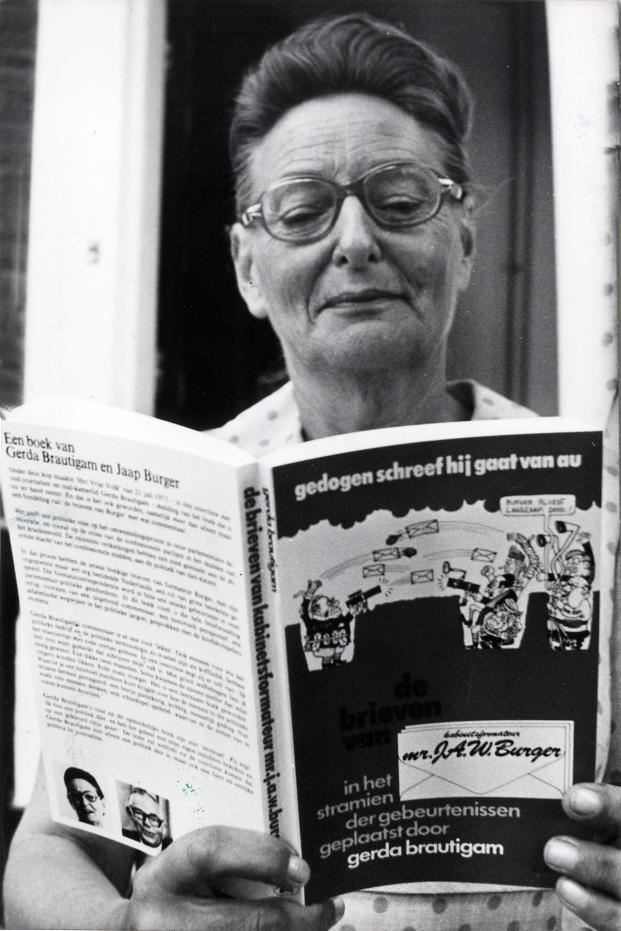
Gerda Brautigam
4 november

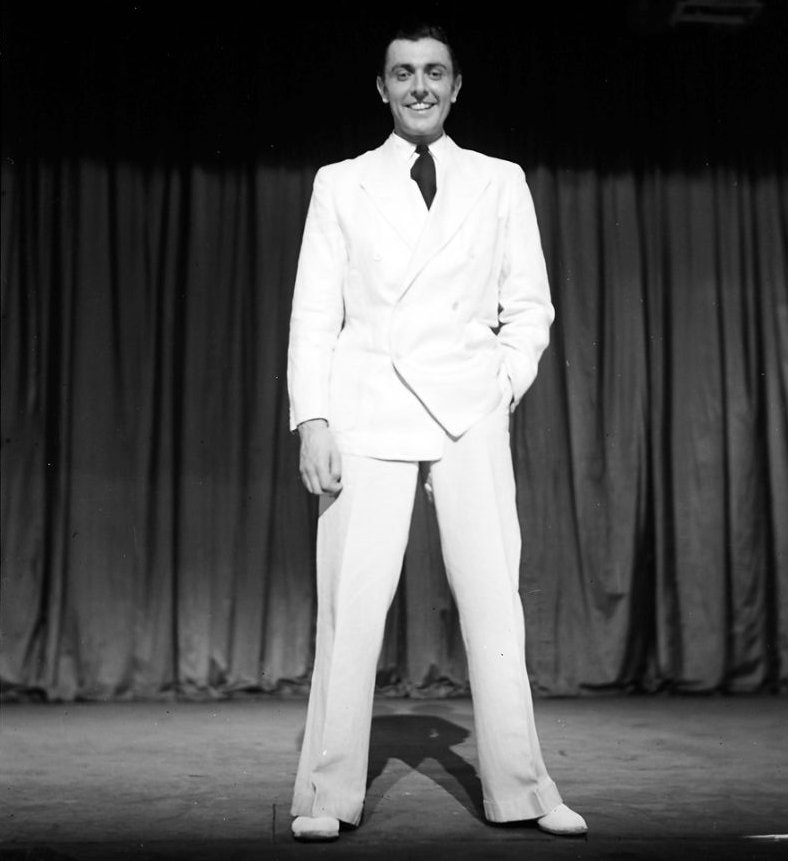
Jacques Tati
5 november

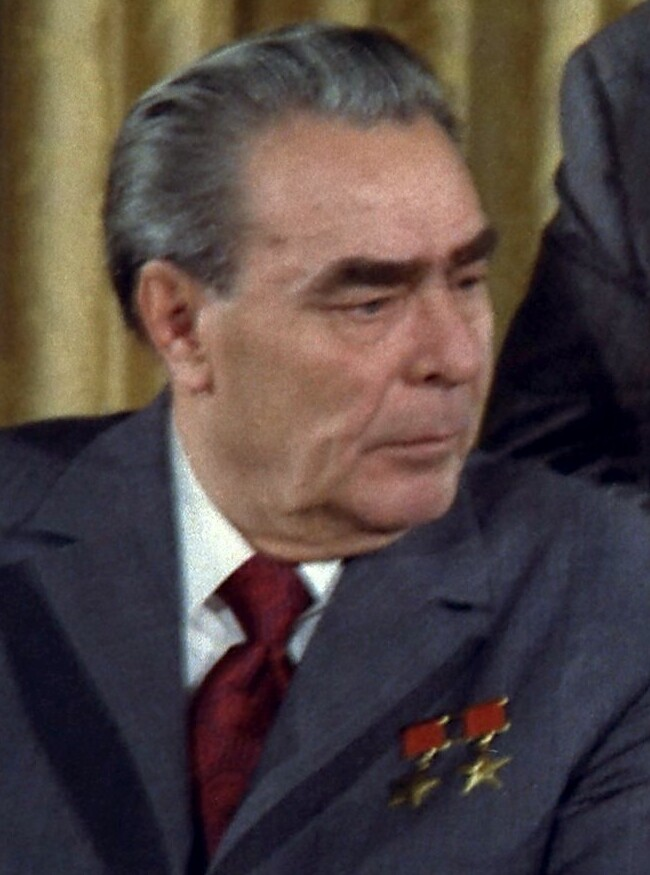
Leonid Brezjnev
10 november

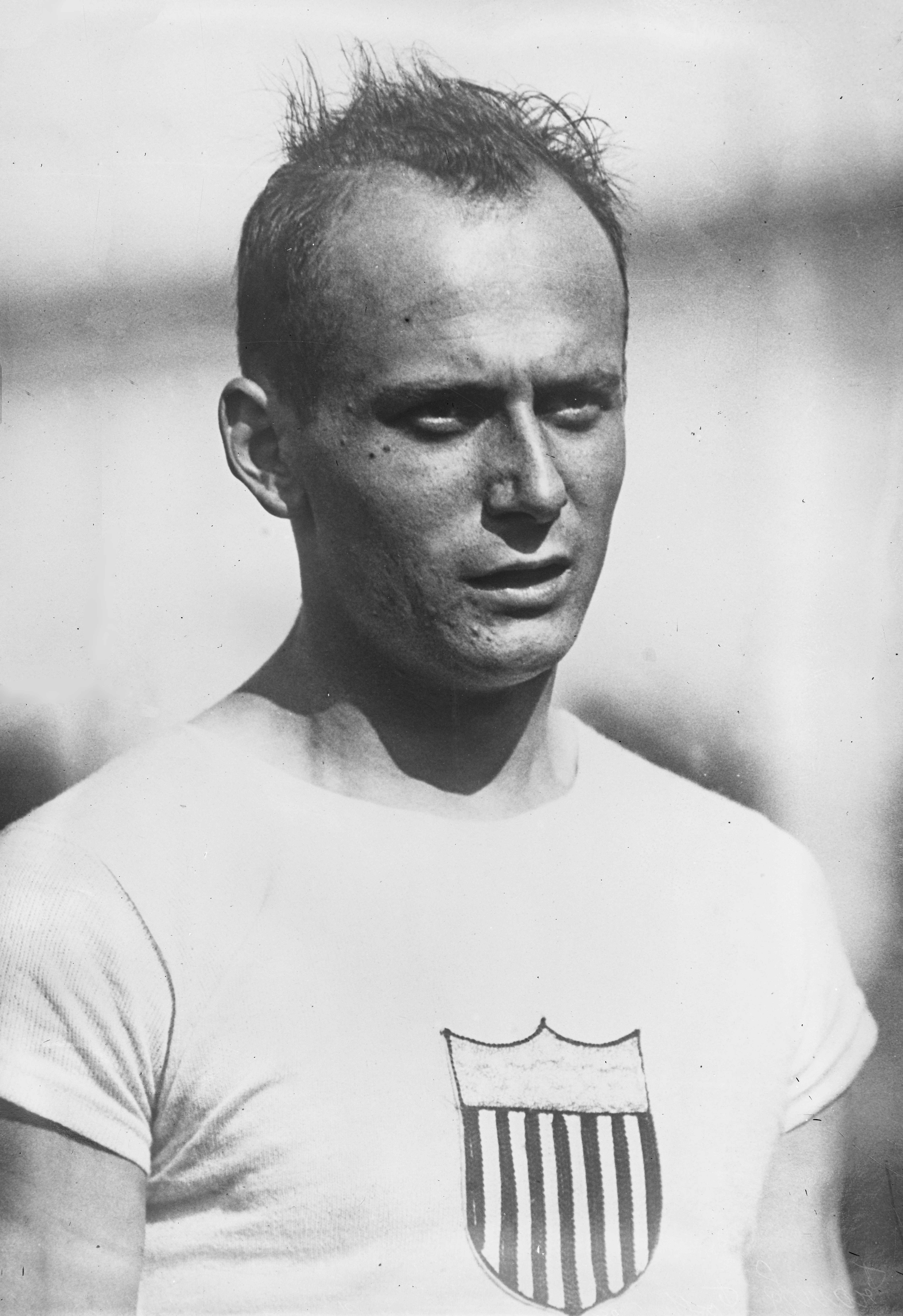
Allen Woodring
15 november

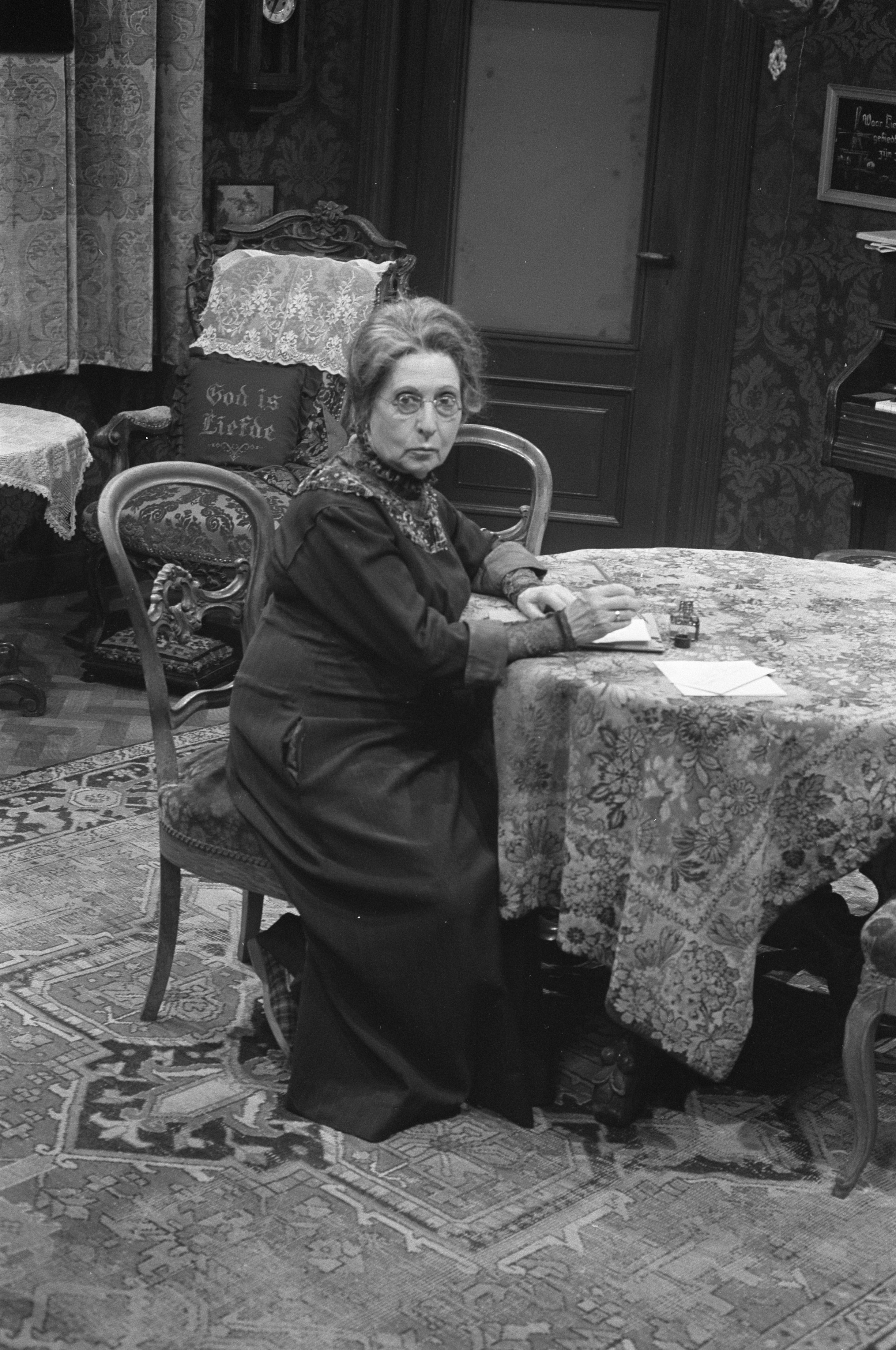
Enny Mols-de Leeuwe
22 november

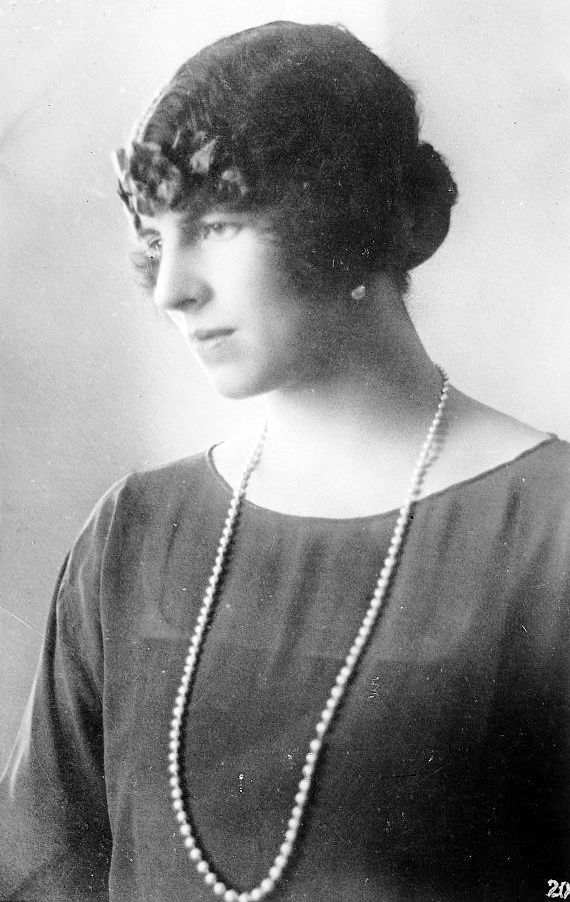
Helena van Griekenland
28 november

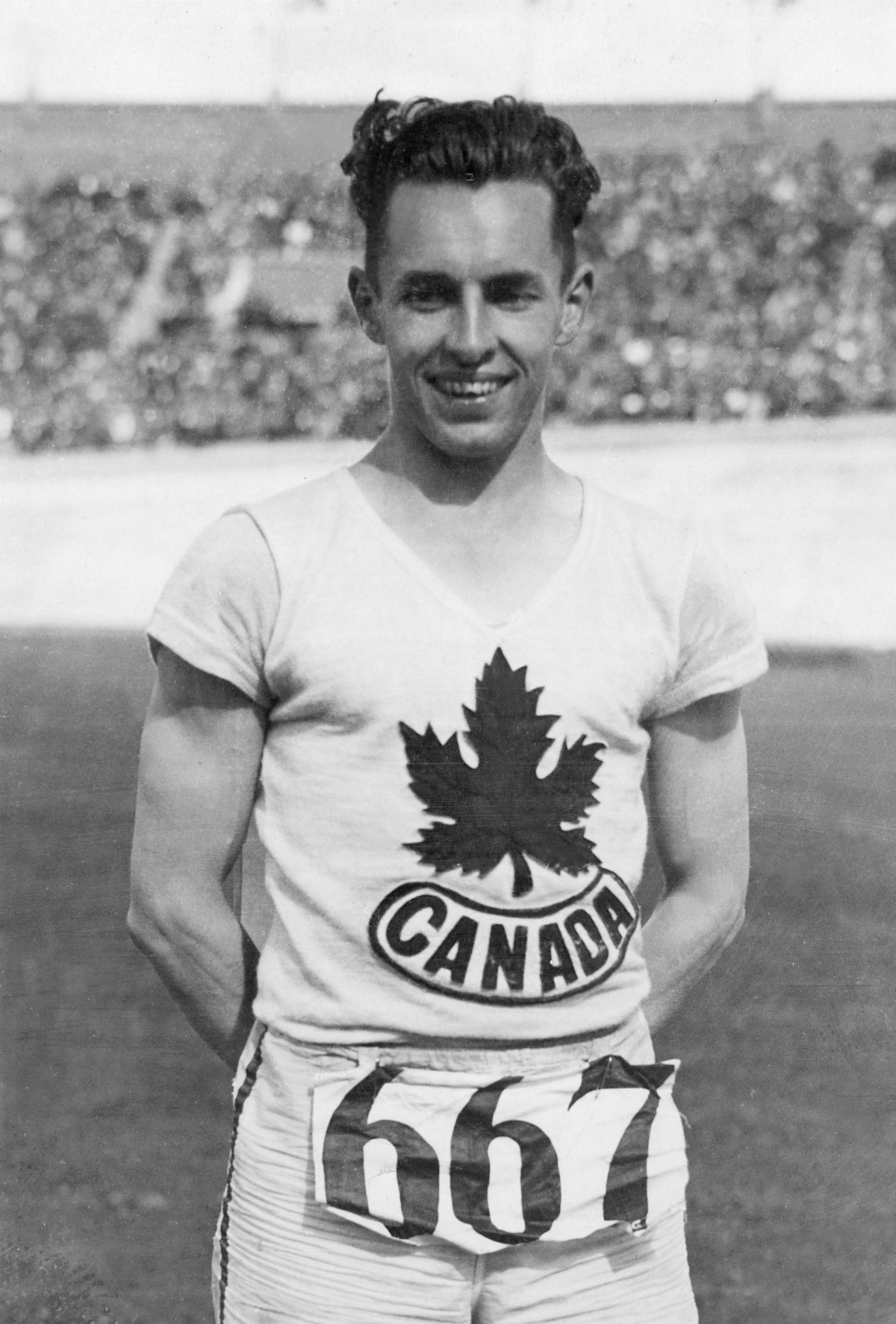
Percy Williams
29 november

| 1 | 2 | 3 | 4 | 5 | 6 | 7 | 8 | 9 | 10 | 11 | 12 | 13 | 14 | 15 | 16 | 17 | 18 | 19 | 20 | 21 | 22 | 23 | 24 | 25 | 26 | 27 | 28 | 29 | 30 |
| - | - | - | - | - | - | - | - | - | -- | -- | -- | -- | -- | -- | -- | -- | -- | -- | -- | -- | -- | -- | -- | -- | -- | -- | -- | -- | -- |

### 1 november
- Theo Bennes (79), Nederlandse schilder en beeldhouwer
- Leighton Lucas (79), Brits componist
- King Vidor (88), Amerikaans filmregisseur

### 2 november
- Cornelis Brandsma (78), Nederlands politicus

### 3 november
- E.H. Carr (90), Brits diplomaat en historicus

### 4 november
- Kees van den Anker (51), Nederlands politicus
- Gerda Brautigam (69), Nederlands journaliste en politica
- Aleks de Drie (79), Surinaams schrijver
- Dominique Dunne (22), Amerikaans actrice
- Wim Hoogendoorn (55), Nederlands radioverslaggever en -presentator
- Alicia Penalba (69), Argentijns-Frans beeldhouwster
- Adalbert Schnee (68), Duits militair

### 5 november
- Albert van Aalderen (90), Nederlands verzetsstrijder
- Jacques Tati (75), Frans komiek, filmacteur en- regisseur

### 6 november
- Marc Gilbert (48), Frans journalist en tv-presentator
- Austin L. Rand (76), Canadees zoöloog en ornitholoog
- Martinus Adolph Cornelis Sutherland (65), Nederlands verzetsstrijder
- Shiro Teshima (75), Japans voetballer

### 8 november
- Gerard Wodarz (69), Pools voetballer

### 10 november
- Nicolaas Apeldoorn (74), Nederlands verzetsstrijder
- Leonid Brezjnev (75), president van de Sovjet-Unie
- Elio Petri (53), Italiaans filmregisseur

### 13 november
- Nellie Spencer (113), oudste persoon ter wereld

### 14 november
- Martin Friedrich Jehle (68), Duits pianobouwer

### 15 november
- Allen Woodring (84), Amerikaans atleet

### 17 november
- Felix von Heijden (92), Nederlands voetballer en burgemeester
- Leonid Kogan (58), Russisch violist
- Eduard Tubin (77), Estisch-Zweeds componist

### 18 november
- Heinar Kipphardt (60), Duits schrijver

### 19 november
- Ko Bergman (68), Nederlands voetballer

### 22 november
- Max Deutsch (90), Oostenrijks-Frans componist
- Jacques den Haan (74), Nederlands schrijver
- Enny Mols-de Leeuwe (84), Nederlands actrice

### 23 november
- Carlyle (56), Braziliaans voetballer

### 24 november
- Giuseppe Mariani (84), Italiaans componist
- Eino Penttilä (76), Fins atleet

### 25 november
- Walt Ader (68), Amerikaans autocoureur

### 26 november
- Olle Gunneriusson (58), Zweeds biatleet

### 27 november
- Camillo Bertarelli (96), Italiaans wielrenner

### 28 november
- Helena van Griekenland (86), kroonprinses van Roemenië
- Bob Houwen (69), Nederlands verzetsstrijder

### 29 november
- Hermann Balck (84), Duits generaal
- Joeri Kazakov (55), Russisch schrijver
- Percy Williams (74), Canadees atleet

### 30 november
- Adolf Heusinger (85), Duits militair leider

## December

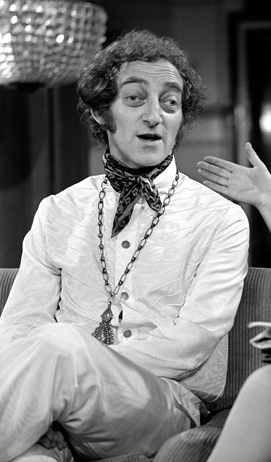
Marty Feldman
2 december

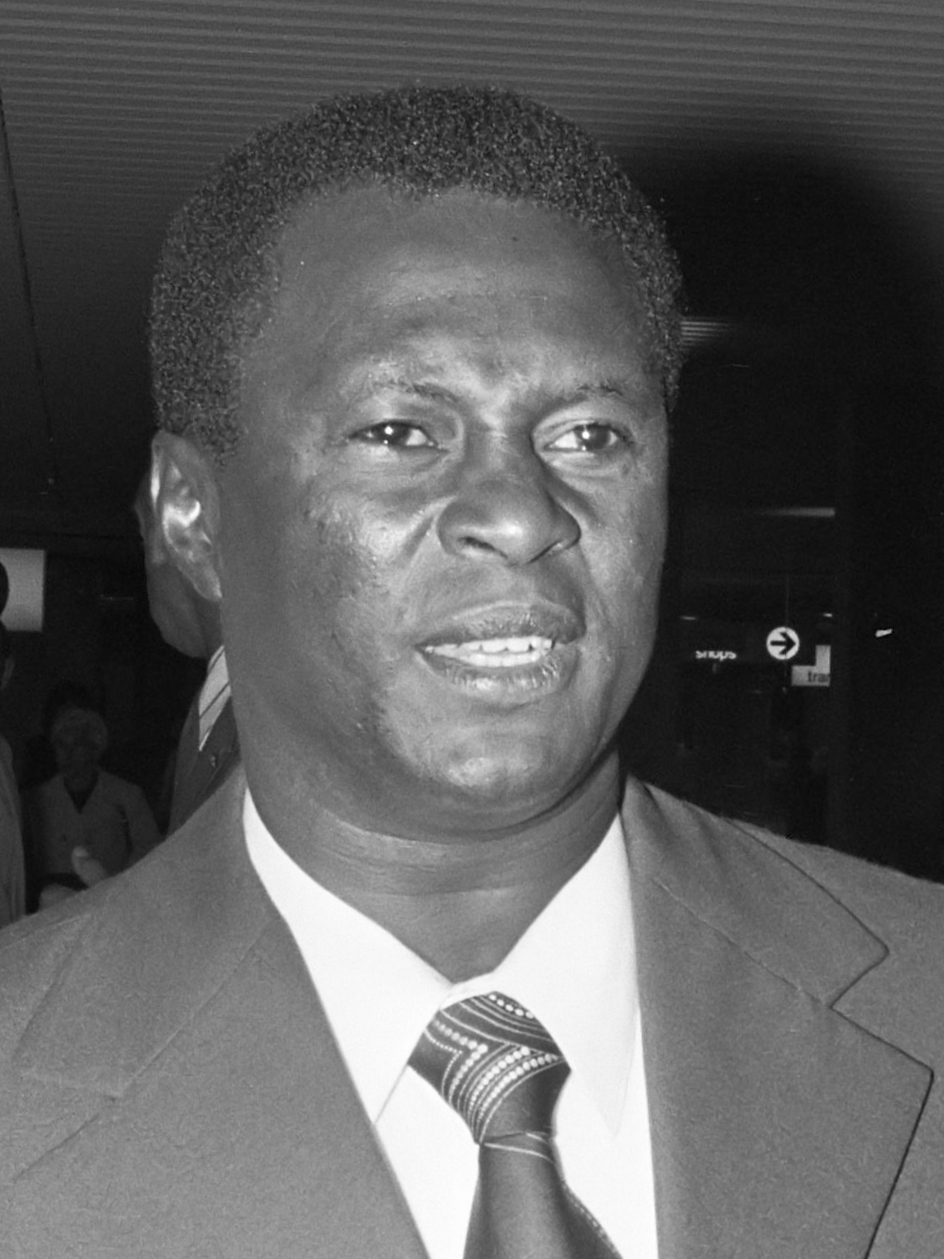
Eddy Hoost
8 december

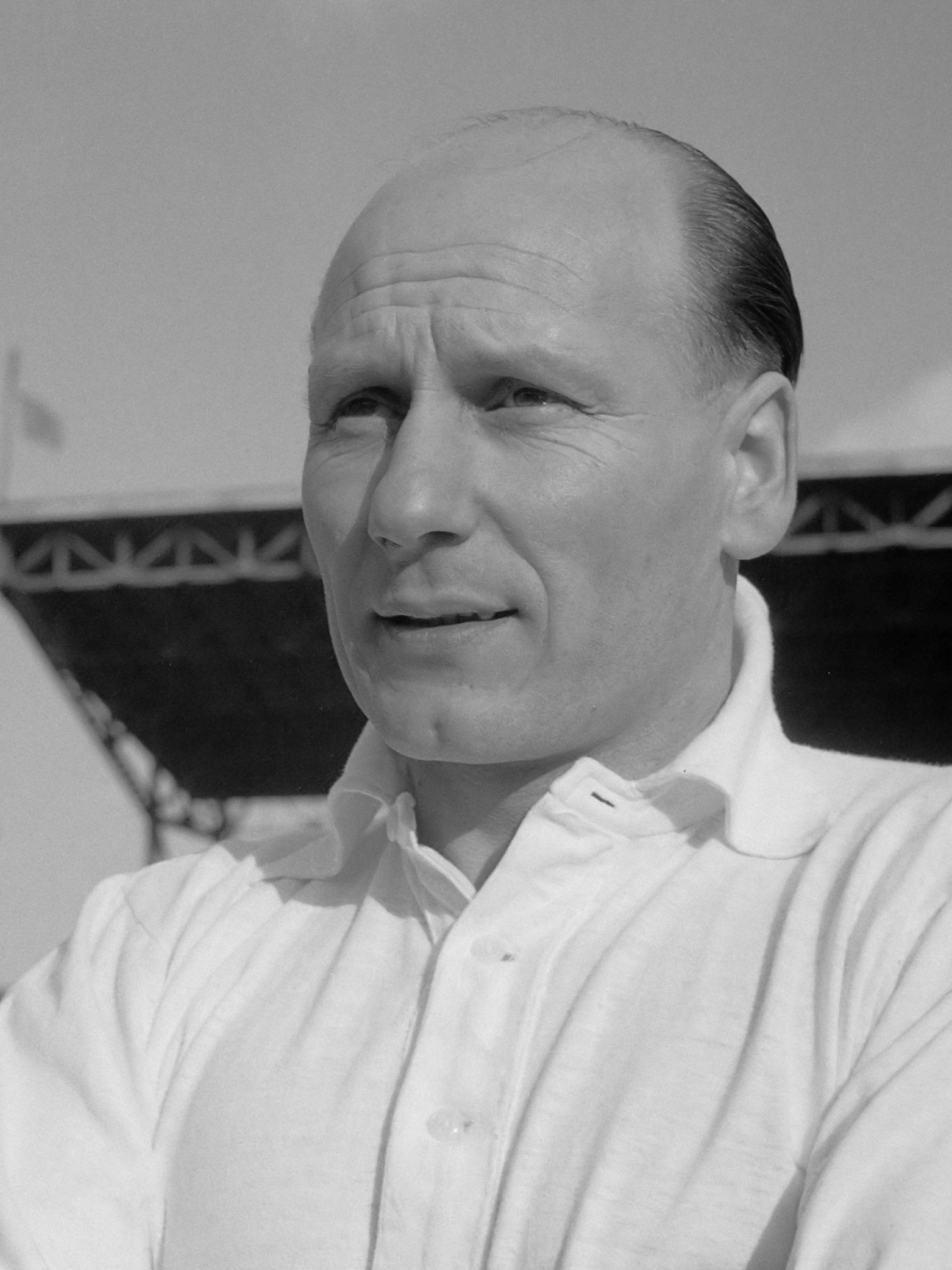
Bertus de Harder
8 december

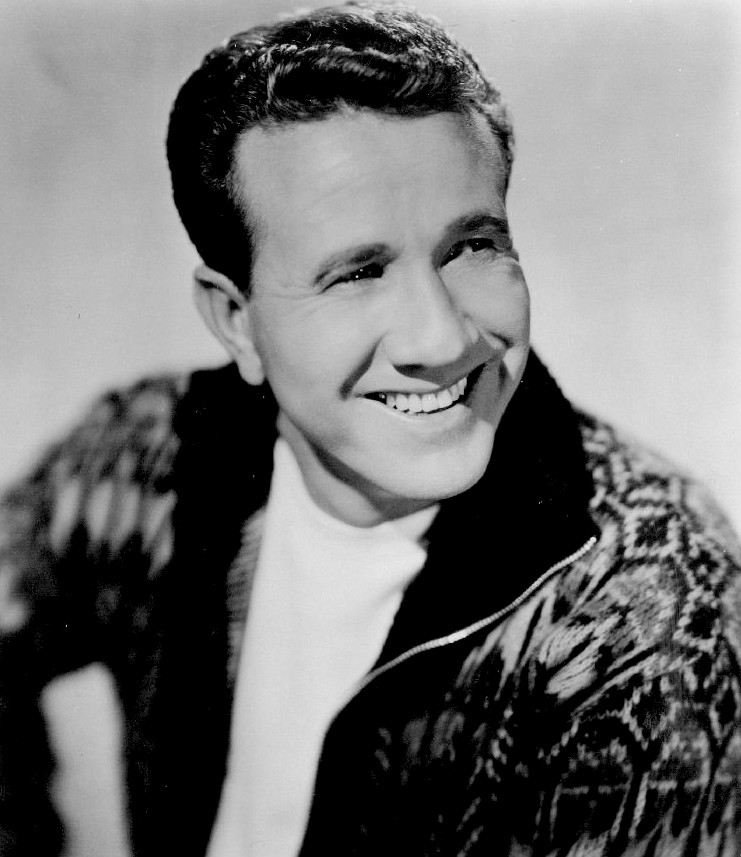
Marty Robbins
8 december

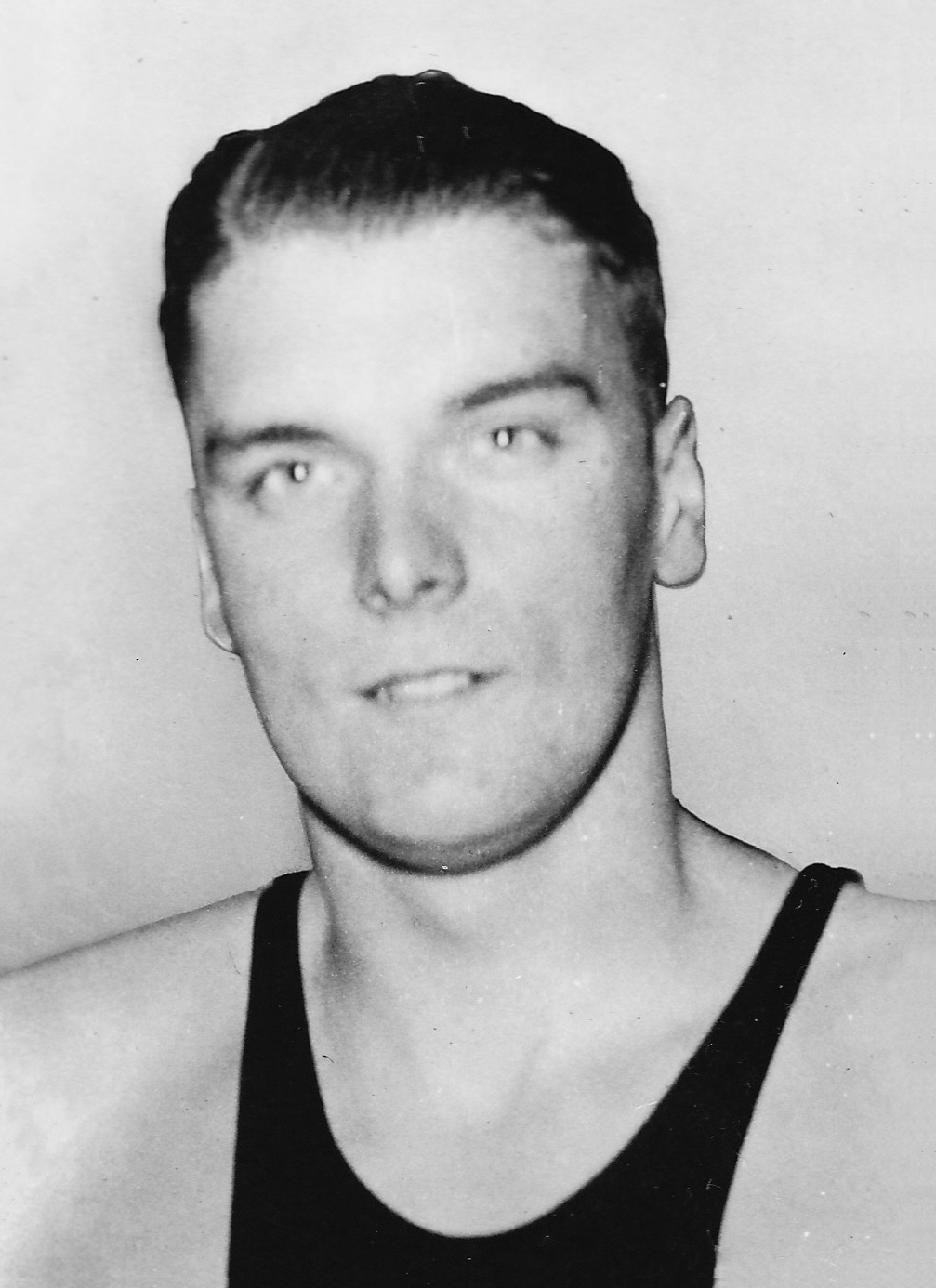
Stans Scheffer
12 december

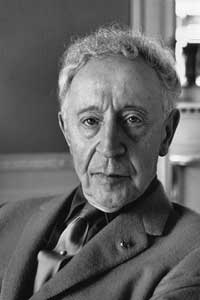
Arthur Rubinstein
20 december

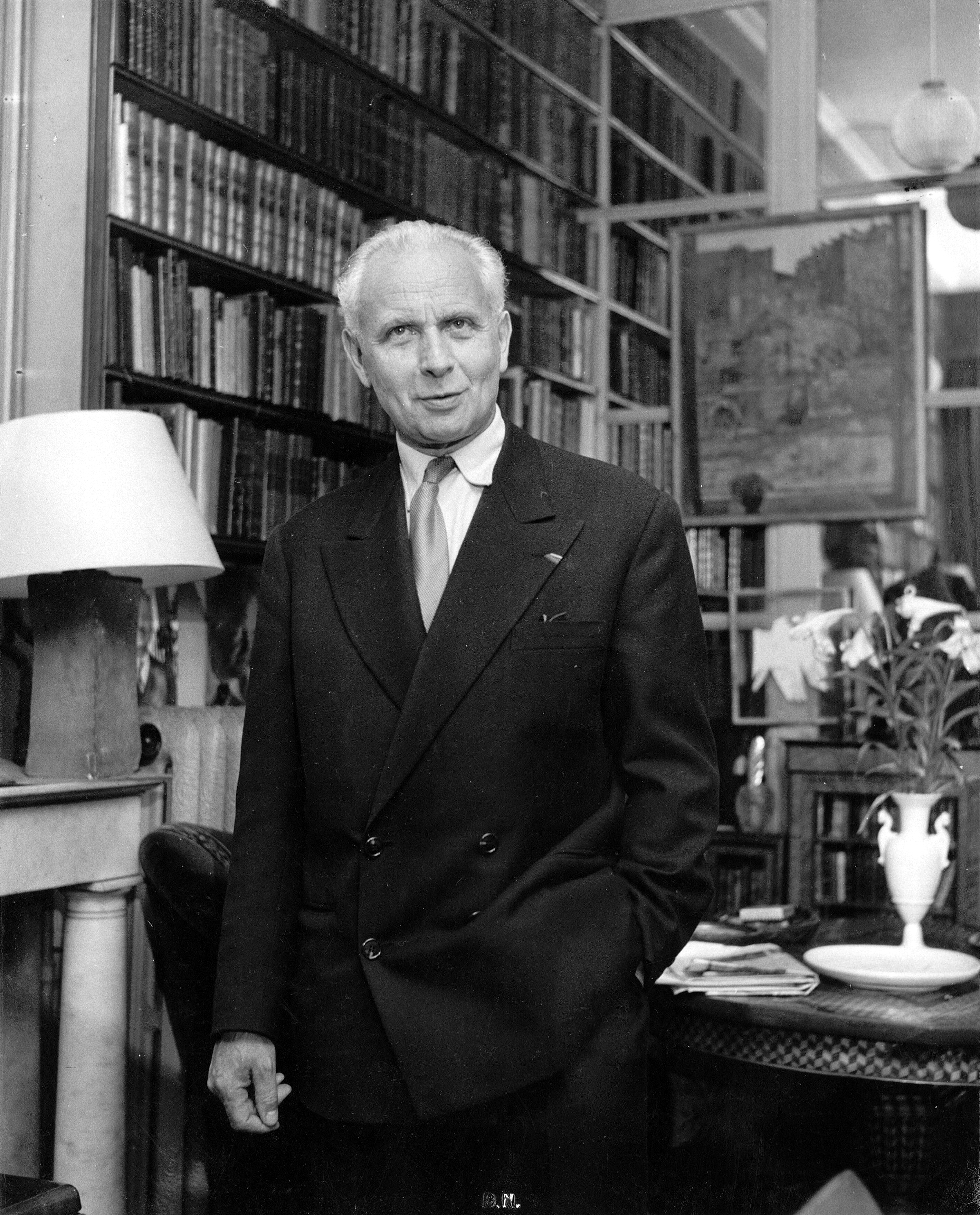
Louis Aragon
24 december

| 1 | 2 | 3 | 4 | 5 | 6 | 7 | 8 | 9 | 10 | 11 | 12 | 13 | 14 | 15 | 16 | 17 | 18 | 19 | 20 | 21 | 22 | 23 | 24 | 25 | 26 | 27 | 28 | 29 | 30 | 31 |
| - | - | - | - | - | - | - | - | - | -- | -- | -- | -- | -- | -- | -- | -- | -- | -- | -- | -- | -- | -- | -- | -- | -- | -- | -- | -- | -- | -- |

### 1 december
- Hub van Baar (88), Nederlands kunstenaar

### 2 december
- Marty Feldman (48), Brits komiek en acteur

### 3 december
- John de Crane (55), Nederlands theaterproducent
- Frans Somers (65), Nederlands hoorspelacteur

### 5 december
- Wim Jongbloed (52), Nederlands jazzpianist en muziekarrangeur

### 6 december
- Henricus Joannes Witkam (67), Nederlands repetitor

### 8 december
- Omgekomen bij de Surinaamse Decembermoorden
  - John Baboeram (31), Surinaams advocaat
  - Bram Behr (31), Surinaams journalist
  - Cyrill Daal (46), Surinaams vakbondsleider
  - Kenneth Gonçalves (42), Surinaams advocaat
  - Eddy Hoost (48), Surinaams advocaat en politicus
  - André Kamperveen (58), Surinaams voetballer, politicus en bestuurder
  - Gerard Leckie (39), Surinaams psycholoog
  - Sugrim Oemrawsingh (42), Surinaams wiskundige en bestuurder
  - Lesley Rahman (28), Surinaams journalist
  - Soerinder Rambocus (29), Surinaams militair
  - Harold Riedewald (49), Surinaams advocaat
  - Jiwansingh Sheombar (25), Surinaams militair
  - Jozef Slagveer (42), Surinaams journalist, dichter en schrijver
  - Robby Sohansingh (37), Surinaams ondernemer
  - Frank Wijngaarde (43), Nederlands journalist
- Bertus de Harder (62), Nederlands voetballer en voetbaltrainer
- Marty Robbins (57), Amerikaans countryzanger
- Morohashi Tetsuji (99), Japans sinoloog

### 9 december
- Paul Godwin (80), Pools-Nederlandse violist en dirigent

### 10 december
- Ken Hanna (61), Amerikaanse trompettist, bandleider en componist
- Guillaume Pörteners (96), Belgisch dirigent

### 11 december
- Fernand Helguers (56), Belgisch politicus
- Erhard Mauersberger (78), Duits dirigent
- George Sluizer (81), Nederlands radiopresentator
- Hein van Suylekom (78), Nederlands roeier

### 12 december
- Adalbert van Savoye (84), lid Italiaanse adel
- Stans Scheffer (67), Nederlands zwemmer

### 13 december
- Vitali Daraselia (25), Sovjet-Georgisch voetballer

### 15 december
- Heinz van Teeseling (77), Nederlands kunstenaar

### 16 december
- Colin Chapman (54), Brits autocoureur

### 17 december
- Willy Anthoons (71), Belgisch kunstschilder en beeldhouwer

### 18 december
- Suzanne Grégoire-Cloes (76), Belgisch politicus
- Tibor de Machula (70), Hongaars cellist
- Bernard Malivoire (44), Frans stuurman bij het roeien
- Hans-Ulrich Rudel (66), Duits gevechtspiloot

### 20 december
- Arthur Rubinstein (95), Pools-Amerikaans pianist

### 22 december
- Albert Vanden Berghe (80), Belgisch politicus

### 23 december
- Charles van Renynghe de Voxvrie (82), Belgisch historicus

### 24 december
- Louis Aragon (85), Frans schrijver, dichter en journalist

### 25 december
- Paul François (80), Belgisch politicus

### 27 december
- Jack Swigert (51), Amerikaans astronaut

### 29 december
- Jack Brett (65), Brits motorcoureur
- Max de Terra (64), Zwitsers autocoureur

### 31 december
- Willem Jan van Doorn (64), Nederlands burgemeester
- Otto Hofmann (86), Oostenrijks oorlogsmisdadiger

## Datum onbekend
- Robert Martin (83), Frans componist (overleden in oktober)
- Harry van Rappard (84), Nederlands atleet (overleden in november)

1900 ·
1901 ·
1902 ·
1903 ·
1904 ·
1905 ·
1906 ·
1907 ·
1908 ·
1909 ·
1910 ·
1911 ·
1912 ·
1913 ·
1914 ·
1915 ·
1916 ·
1917 ·
1918 ·
1919 ·
1920 ·
1921 ·
1922 ·
1923 ·
1924 ·
1925 ·
1926 ·
1927 ·
1928 ·
1929 ·
1930 ·
1931 ·
1932 ·
1933 ·
1934 ·
1935 ·
1936 ·
1937 ·
1938 ·
1939 ·
1940 ·
1941 ·
1942 ·
1943 ·
1944 ·
1945 ·
1946 ·
1947 ·
1948 ·
1949 ·
1950 ·
1951 ·
1952 ·
1953 ·
1954 ·
1955 ·
1956 ·
1957 ·
1958 ·
1959 ·
1960 ·
1961 ·
1962 ·
1963 ·
1964 ·
1965 ·
1966 ·
1967 ·
1968 ·
1969 ·
1970 ·
1971 ·
1972 ·
1973 ·
1974 ·
1975 ·
1976 ·
1977 ·
1978 ·
1979 ·
1980 ·
1981 ·
1982 ·
1983 ·
1984 ·
1985 ·
1986 ·
1987 ·
1988 ·
1989 ·
1990 ·
1991 ·
1992 ·
1993 ·
1994 ·
1995 ·
1996 ·
1997 ·
1998 ·
1999 ·
2000 ·
2001 ·
2002 ·
2003 ·
2004 ·
2005 ·
2006 ·
2007 ·
2008 ·
2009 ·
2010 ·
2011 ·
2012 ·
2013 ·
2014 ·
2015 ·
2016 ·
2017 ·
2018 ·
2019 ·
2020 ·
2021 ·
2022 ·
2023 ·
2024 ·
2025